# Kina i olympiska sommarspelen 2016

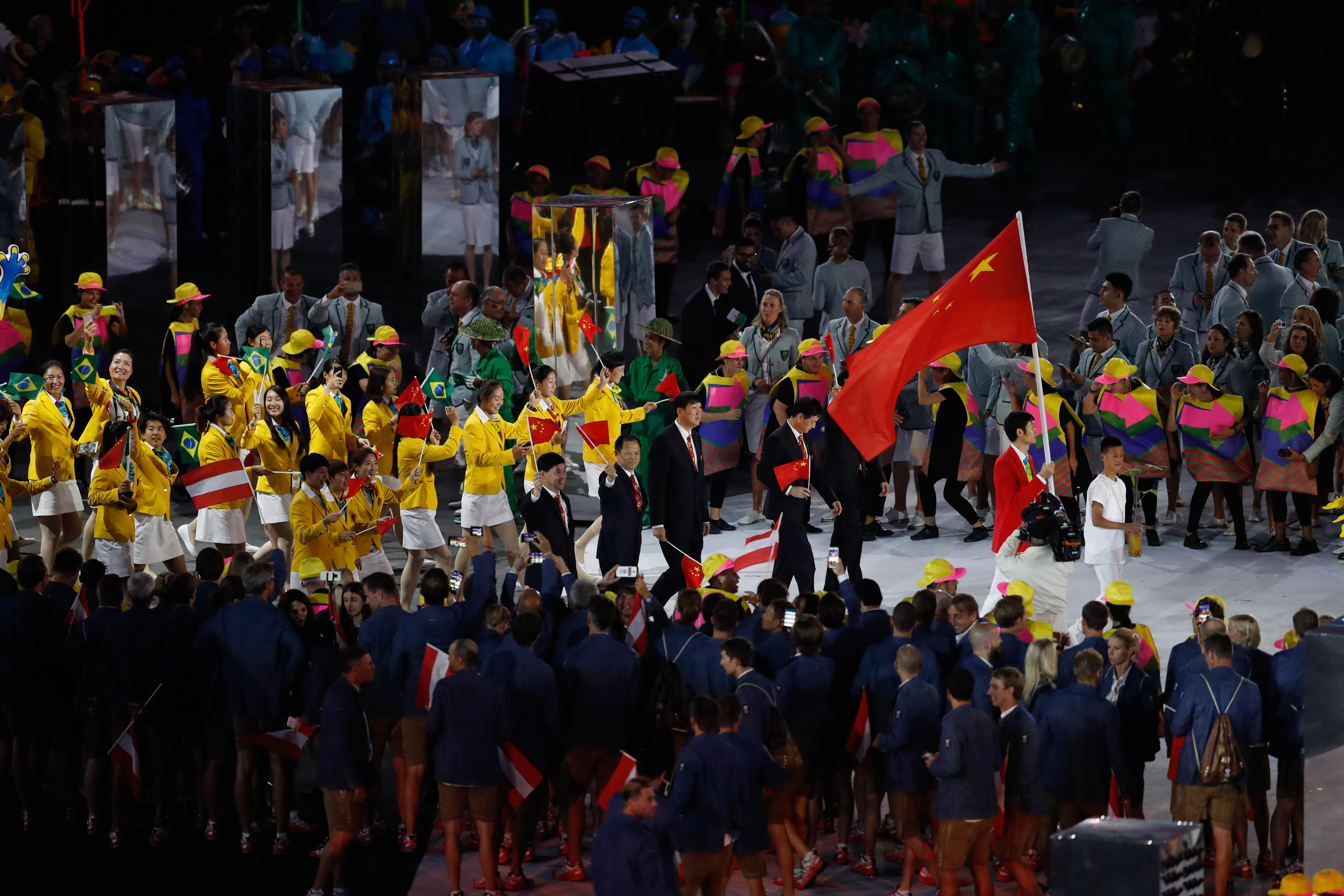
Den kinesiska fanan bärs in på stadion under öppningsceremonin.

Kina deltog i de olympiska sommarspelen 2016 med en trupp bestående av 392 deltagare, 151 män och 241 kvinnor, vilka deltog i 209 tävlingar i 32 sporter. Landet slutade på tredje plats i medaljligan med 26 guldmedaljer och 70 medaljer totalt.
Den totalt 711 personer starka delegationen bestående av idrottare, coacher och funktionärer var den näst största delegationen Kina någonsin haft med i ett olympiskt spel, den största var på hemmaplan i Peking 2008. Truppen innehöll 416 idrottare, inklusive reserver, och inkluderade bland annat 35 tidigare olympiska guldmedaljörer varav 27 från OS i London 2012. Den yngsta medlemmen i truppen var den 14-åriga simmaren Ai Yanhan och den äldsta var den 39-åriga olympiska mästarinnan i pistolskytte, Chen Ying. Delegationen innehöll även 29 utländska coacher i 17 olika sporter, bland annat fotboll, basket, fäktning, segling, konstsim och vattenpolo.

## Medaljer
| Medalj | Namn | Sport         | Gren                               |
| ------ | --- | ------------- | ---------------------------------- |
| 1      | Chen Long | Badminton     | Herrsingel                         |
| 1      | Fu Haifeng Zhang Nan | Badminton     | Herrdubbel                         |
| 1      | Ding Ning | Bordtennis    | Damsingel                          |
| 1      | Ma Long | Bordtennis    | Herrsingel                         |
| 1      | Liu Shiwen Ding Ning Li Xiaoxia | Bordtennis    | Damernas lagtävling                |
| 1      | Zhang Jike Ma Long Xu Xin | Bordtennis    | Herrarnas lagtävling               |
| 1      | Gong Jinjie Zhong Tianshi | Cykling       | Damernas lagsprint                 |
| 1      | Liu Hong | Friidrott     | Damernas 20 km gång                |
| 1      | Wang Zhen | Friidrott     | Herrarnas 20 km gång               |
| 1      | Sun Yang | Simning       | Herrarnas 200 m frisim             |
| 1      | Shi Tingmao | Simhopp       | Damernas svikthopp                 |
| 1      | Ren Qian | Simhopp       | Damernas höga hopp                 |
| 1      | Shi Tingmao Wu Minxia | Simhopp       | Damernas parhoppning svikt         |
| 1      | Chen Ruolin Liu Huixia | Simhopp       | Damernas parhoppning höga hopp     |
| 1      | Cao Yuan | Simhopp       | Herrarnas svikthopp                |
| 1      | Chen Aisen | Simhopp       | Herrarnas höga hopp                |
| 1      | Chen Aisen Lin Yue | Simhopp       | Herrarnas parhoppning höga hopp    |
| 1      | Zhang Mengxue | Skytte        | Damernas 10 m luftpistol           |
| 1      | Zheng Shuyin | Taekwondo     | Damernas +67 kg                    |
| 1      | Zhao Shuai | Taekwondo     | Herrarnas 58 kg                    |
| 1      | Deng Wei | Tyngdlyftning | Damernas 63 kg                     |
| 1      | Xiang Yanmei | Tyngdlyftning | Damernas 69 kg                     |
| 1      | Meng Suping | Tyngdlyftning | Damernas 75 kg                     |
| 1      | Long Qingquan | Tyngdlyftning | Herrarnas 56 kg                    |
| 1      | Shi Zhiyong | Tyngdlyftning | Herrarnas 69 kg                    |
| 1      | Kinas damlandslag i volleyboll Ding Xia Gong Xiangyu Hui Ruoqi Lin Li Liu Xiaotong Wei Qiuyue Xu Yunli Yan Ni Yang Fangxu Yuan Xinyue Zhang Changning Zhu Ting | Volleyboll    | Damernas turnering                 |
| 2      | Li Xiaoxia | Bordtennis    | Damsingel                          |
| 2      | Zhang Jike | Bordtennis    | Herrsingel                         |
| 2      | Yin Junhua | Boxning       | Damernas lättvikt                  |
| 2      | Zhang Wenxiu | Friidrott     | Damernas släggkastning             |
| 2      | Cai Zelin | Friidrott     | Herrarnas 20 km gång               |
| 2      | Hao Jialu Sun Yiwen Sun Yujie Xu Anqi | Fäktning      | Damernas lagtävling i värja        |
| 2      | Dong Dong | Gymnastik     | Herrarnas trampolin                |
| 2      | Huang Xuechen Sun Wenyan | Konstsim      | Damernas duett                     |
| 2      | Gu Xiao Guo Li Li Xiaolu Liang Xinping Sun Wenyan Tang Mengni Yin Chengxin Zeng Zhen Huang Xuechen                                                             | Konstsim      | Damernas lagtävling                |
| 2      | Chen Peina | Segling       | Damernas RS:X                      |
| 2      | Sun Yang | Simning       | Herrarnas 400 m frisim             |
| 2      | Xu Jiayu | Simning       | Herrarnas 100 m ryggsim            |
| 2      | He Zi | Simhopp       | Damernas svikthopp                 |
| 2      | Si Yajie | Simhopp       | Damernas höga hopp                 |
| 2      | Zhang Binbin | Skytte        | Damernas 50 m gevär tre positioner |
| 2      | Du Li | Skytte        | Damernas 10 m luftgevär            |
| 2      | Lü Xiaojun | Tyngdlyftning | Herrarnas 77 kg                    |
| 2      | Tian Tao | Tyngdlyftning | Herrarnas 85 kg                    |
| 3      | Zhao Yunlei Zhang Nan | Badminton     | Mixeddubbel                        |
| 3      | Ren Cancan | Boxning       | Damernas flugvikt                  |
| 3      | Li Qian | Boxning       | Damernas mellanvikt                |
| 3      | Hu Jianguan | Boxning       | Herrarnas flugvikt                 |
| 3      | Sun Yanan | Brottning     | Damernas fristil, 48 kg            |
| 3      | Zhang Fengliu | Brottning     | Damernas fristil, 75 kg            |
| 3      | Lü Xiuzhi | Friidrott     | Damernas 20 km gång                |
| 3      | Dong Bin | Friidrott     | Herrarnas tresteg                  |
| 3      | Sun Yiwen | Fäktning      | Damernas värja                     |
| 3      | Shanshan Feng | Golf          | Damernas tävling                   |
| 3      | Fan Yilin Mao Yi Shang Chunsong Tan Jiaxin Wang Yan | Gymnastik     | Damernas lagmångkamp               |
| 3      | Deng Shudi Lin Chaopan Liu Yang You Hao Zhang Chenglong | Gymnastik     | Herrarnas lagmångkamp              |
| 3      | Li Dan | Gymnastik     | Damernas trampolin                 |
| 3      | Gao Lei | Gymnastik     | Herrarnas trampolin                |
| 3      | Yu Song | Judo          | Damernas +78 kg                    |
| 3      | Cheng Xunzhao | Judo          | Herrarnas -90 kg                   |
| 3      | Duan Jingli | Rodd          | Damernas singelsculler             |
| 3      | Huang Wenyi Pan Feihong | Rodd          | Damernas lättvikts-dubbelsculler   |
| 3      | Shi Jinglin | Simning       | Damernas 200 m bröstsim            |
| 3      | Fu Yuanhui | Simning       | Damernas 100 m ryggsim             |
| 3      | Wang Shun | Simning       | Herrarnas 200 m medley             |
| 3      | Cao Yuan Qin Kai | Simhopp       | Herrarnas parhoppning svikt        |
| 3      | Du Li | Skytte        | Damernas 50 m gevär tre positioner |
| 3      | Yi Siling | Skytte        | Damernas 10 m luftgevär            |
| 3      | Li Yuehong | Skytte        | Herrarnas 25 m snabbpistol         |
| 3      | Pang Wei | Skytte        | Herrarnas 10 m luftpistol          |

## Badminton
Femton badmintonspelare representerade Kina vid sommarspelen 2016.
Damer
| Spelare               | Gren   | Grupp                                             | Grupp                                      | Grupp                                      | Grupp | Kvartsfinal                              | Semifinal                                     | Final / BM                                | Final / BM       |
| Spelare               | Gren   | Motståndare Poäng                                 | Motståndare Poäng                          | Motståndare Poäng                          | Pl.   | Motståndare Poäng                        | Motståndare Poäng                             | Motståndare Poäng                         | Pl.              |
| --------------------- | ------ | ------------------------------------------------- | ------------------------------------------ | ------------------------------------------ | ----- | ---------------------------------------- | --------------------------------------------- | ----------------------------------------- | ---------------- |
| Li Xuerui             | Singel | Wang (USA) W (21–16, 21–12)                       | Santos (POR) W (21–12, 21–7)               | L Tan (BEL) W (21–11, 21–11)               | 1 Q   | Buranaprasertsuk (THA) W (21–12, 21–17)  | Marín (ESP) L (14–21, 16–21)                  | Okuhara (JPN) L WO                        | 4                |
| Wang Yihan            | Singel | Magee (IRL) W (21–7, 21–12)                       | Schnaase (GER) W (21–11, 21–16)            | i.u.                                       | 1 Q   | Sindhu (IND) L (20–22, 19–21)            | Gick inte vidare                              | Gick inte vidare                          | Gick inte vidare |
| Luo Ying Luo Yu       | Dubbel | Jung K-e / Shin S-c (KOR) L (10–21, 14–21)        | Juhl / Pedersen (DEN) W (21–11, 21–18)     | Lee / Obanana (USA) W (21–14, 21–15)       | 3     | Gick inte vidare                         | Gick inte vidare                              | Gick inte vidare                          | Gick inte vidare |
| Tang Yuanting Yu Yang | Dubbel | Chang Y-n / Lee S-h (KOR) L (18–21, 21–14, 11–21) | G Stoeva / S Stoeva (BUL) W (21–14, 21–11) | Goliszewski / Nelte (GER) W (21–10, 21–11) | 2 Q   | Maheswari / Polii (INA) W (21–11, 21–14) | Pedersen / Juhl (DEN) L (16–21, 21–14, 19–21) | Jung K-e / Shin S-c (KOR) L (8–21, 17–21) | 4                |

Herrar
| Spelare              | Gren   | Grupp                                   | Grupp                                    | Grupp                                           | Grupp | Kvartsfinal                                     | Semifinal                                       | Final / BM                                      | Final / BM |
| Spelare              | Gren   | Motståndare Poäng                       | Motståndare Poäng                        | Motståndare Poäng                               | Pl.   | Motståndare Poäng                               | Motståndare Poäng                               | Motståndare Poäng                               | Pl.        |
| -------------------- | ------ | --------------------------------------- | ---------------------------------------- | ----------------------------------------------- | ----- | ----------------------------------------------- | ----------------------------------------------- | ----------------------------------------------- | ---------- |
| Chen Long            | Singel | Cordón (GUA) W WO                       | Dziółko (POL) W (21–12, 21–9)            | Karunaratne (SRI) W (21–7, 21–10)               | 1 Q   | Son W-h (KOR) W (21–11, 18–21, 21–11)           | Axelsen (DEN) W (21–14, 21–15)                  | Lee C W (MAS) W (21–18, 21–18)                  | 1          |
| Lin Dan              | Singel | Malkov (RUS) W (21–18, 21–7)            | Obernosterer (AUT) W (21–5, 21–11)       | Nguyễn T M (VIE) W (21–7, 21–12)                | 1 Q   | Kidambi (IND) W (21–6, 11–21, 21–18)            | Lee C W (MAS) L (21–15, 11–21, 20–22)           | Axelsen (DEN) L (21–15, 10–21, 17–21)           | 4          |
| Chai Biao Hong Wei   | Dubbel | Ahsan / Setiawan (INA) W (21–15, 21–17) | Attri / Reddy (IND) W (21–13, 21–15)     | Endo / Hayakawa (JPN) L (18–21, 21–14, 21–23)   | 2 Q   | Ivanov / Sozonov (RUS) W (21–13, 16–21, 21–16)  | Goh V S / Tan W K (MAS) L (18–21, 21–12, 17–21) | Ellis / Langridge (GBR) L (18–21, 21–19, 10–21) | 4          |
| Fu Haifeng Zhang Nan | Dubbel | Chew / Pongnairat (USA) W (21–6, 21–7)  | Fuchs / Schöttler (GER) W (21–11, 21–16) | Goh V S / Tan W K (MAS) L (21–16, 15–21, 18–21) | 2 Q   | Kim G-j / Kim S-r (KOR) W (11–21, 21–18, 24–22) | Ellis / Langridge (GBR) W (21–14, 21–18)        | Goh V S / Tan W K (MAS) W (16-21, 21–11, 23-21) | 1          |

Mixed
| Spelare               | Gren   | Grupp                                                    | Grupp                                          | Grupp                                             | Grupp | Kvartsfinal                              | Semifinal                                 | Final / BM                              | Final / BM |
| Spelare               | Gren   | Motståndare Poäng                                        | Motståndare Poäng                              | Motståndare Poäng                                 | Pl.   | Motståndare Poäng                        | Motståndare Poäng                         | Motståndare Poäng                       | Pl.        |
| --------------------- | ------ | -------------------------------------------------------- | ---------------------------------------------- | ------------------------------------------------- | ----- | ---------------------------------------- | ----------------------------------------- | --------------------------------------- | ---------- |
| Xu Chen Ma Jin        | Dubbel | Fischer Nielsen / Pedersen (DEN) W (22–24, 21–14, 21–16) | Mateusiak / Zięba (POL) L (21–13, 9–21, 19–21) | C Adcock / G Adcock (GBR) W (13–21, 22–20, 21–15) | 2 Q   | Ko S-h / Kim H-n (KOR) W (21–17, 21–18)  | Chan P S / Goh L Y (MAS) L (12–21, 19–21) | Zhang N / Zhao Yl (CHN) L (7–21, 11–21) | 4          |
| Zhang Nan Zhao Yunlei | Dubbel | Jordan / Susanto (INA) W (21–11, 21–18)                  | Lee C H / Chau H W (HKG) W (21–16, 21–15)      | Fuchs / Michels (GER) W (21–19, 21–16)            | 1 Q   | Kazuno / Kurihara (JPN) W (21–14, 21–12) | Ahmad / Natsir (INA) L (16–21, 15–21)     | Xu C / Ma J (CHN) W (21–7, 21–11)       | 3          |

## Basket

### Damernas turnering
Kinas damlandslag i basket tog en plats i OS genom den olympiska kvalturneringen i Nantes 2016.
Laguppställning
Gruppspel
| Nation  | S | V | F | GM  | IM  | P  |
| ------- | - | - | - | --- | --- | -- |
| USA     | 5 | 5 | 0 | 520 | 316 | 10 |
| Spanien | 5 | 4 | 1 | 387 | 333 | 9  |
| Kanada  | 5 | 3 | 2 | 340 | 347 | 8  |
| Serbien | 5 | 2 | 3 | 385 | 406 | 7  |
| Kina    | 5 | 1 | 4 | 371 | 428 | 6  |
| Senegal | 5 | 0 | 5 | 309 | 482 | 5  |

### Herrarnas turnering
Kinas herrlandslag i basket direktkvalificerades till spelen genom att vinna en guldmedalj vid det asiatiska mästerskapet 2015.
Laguppställning
Gruppspel
| Nation     | S | V | F | GM  | IM  | P  |
| ---------- | - | - | - | --- | --- | -- |
| USA        | 5 | 5 | 0 | 524 | 407 | 10 |
| Australien | 5 | 4 | 1 | 444 | 368 | 9  |
| Frankrike  | 5 | 3 | 2 | 423 | 378 | 8  |
| Serbien    | 5 | 2 | 3 | 426 | 387 | 7  |
| Venezuela  | 5 | 1 | 4 | 315 | 444 | 6  |
| Kina       | 5 | 0 | 5 | 318 | 466 | 5  |

## Bordtennis
I bordtennisen var de kinesiska deltagarna tippade som storfavoriter i alla fyra tävlingarna. Ett favoritskap de levde upp till genom att ta hem samtliga guldmedaljer och båda de individuella silvermedaljerna.
Damer
| Idrottare                       | Gren   | Omgång 1             | Omgång 2             | Omgång 3             | Omgång 4             | Kvartsfinal           | Semifinal            | Final / BM           | Final / BM |
| Idrottare                       | Gren   | Motståndare Resultat | Motståndare Resultat | Motståndare Resultat | Motståndare Resultat | Motståndare Resultat  | Motståndare Resultat | Motståndare Resultat | Pl.        |
| ------------------------------- | ------ | -------------------- | -------------------- | -------------------- | -------------------- | --------------------- | -------------------- | -------------------- | ---------- |
| Ding Ning                       | Singel | Bye                  | Bye                  | Samara (ROU) W 4–0   | Doo H K (HKG) W 4–0  | Han Y (GER) W 4–0     | Kim S-i (PRK) W 4–1  | Li Xx (CHN) W 4–3    | 1          |
| Li Xiaoxia                      | Singel | Bye                  | Bye                  | Li F (SWE) W 4–0     | Lee H C (HKG) W 4–0  | Cheng I-c (TPE) W 4–0 | Fukuhara (JPN) W 4–0 | Ding N (CHN) L 3–4   | 2          |
| Ding Ning Li Xiaoxia Liu Shiwen | Lag    | i.u.                 | i.u.                 | i.u.                 | Brasilien W 3–0      | Nordkorea W 3–0       | Singapore W 3–0      | Tyskland W 3–0       | 1          |

Herrar
| Idrottare                 | Gren   | Omgång 1             | Omgång 2             | Omgång 3             | Omgång 4             | Kvartsfinal          | Semifinal            | Final / BM           | Final / BM |
| Idrottare                 | Gren   | Motståndare Resultat | Motståndare Resultat | Motståndare Resultat | Motståndare Resultat | Motståndare Resultat | Motståndare Resultat | Motståndare Resultat | Pl.        |
| ------------------------- | ------ | -------------------- | -------------------- | -------------------- | -------------------- | -------------------- | -------------------- | -------------------- | ---------- |
| Ma Long                   | Singel | Bye                  | Bye                  | Groth (DEN) W 4–0    | Jung Y-s (KOR) W 4–2 | Aruna (NGR) W 4–0    | Mizutani (JPN) W 4–2 | Zhang Jk (CHN) W 4–0 | 1          |
| Zhang Jike                | Singel | Bye                  | Bye                  | Chen C-a (TPE) W 4–0 | Crișan (ROU) W 4–0   | Niwa (JPN) W 4–1     | Samsonov (BLR) W 4–1 | Ma L (CHN) L 0–4     | 2          |
| Ma Long Xu Xin Zhang Jike | Lag    | i.u.                 | i.u.                 | i.u.                 | Nigeria W 3–0        | Storbritannien W 3–0 | Sydkorea W 3–0       | Japan W 3–1          | 1          |

## Boxning

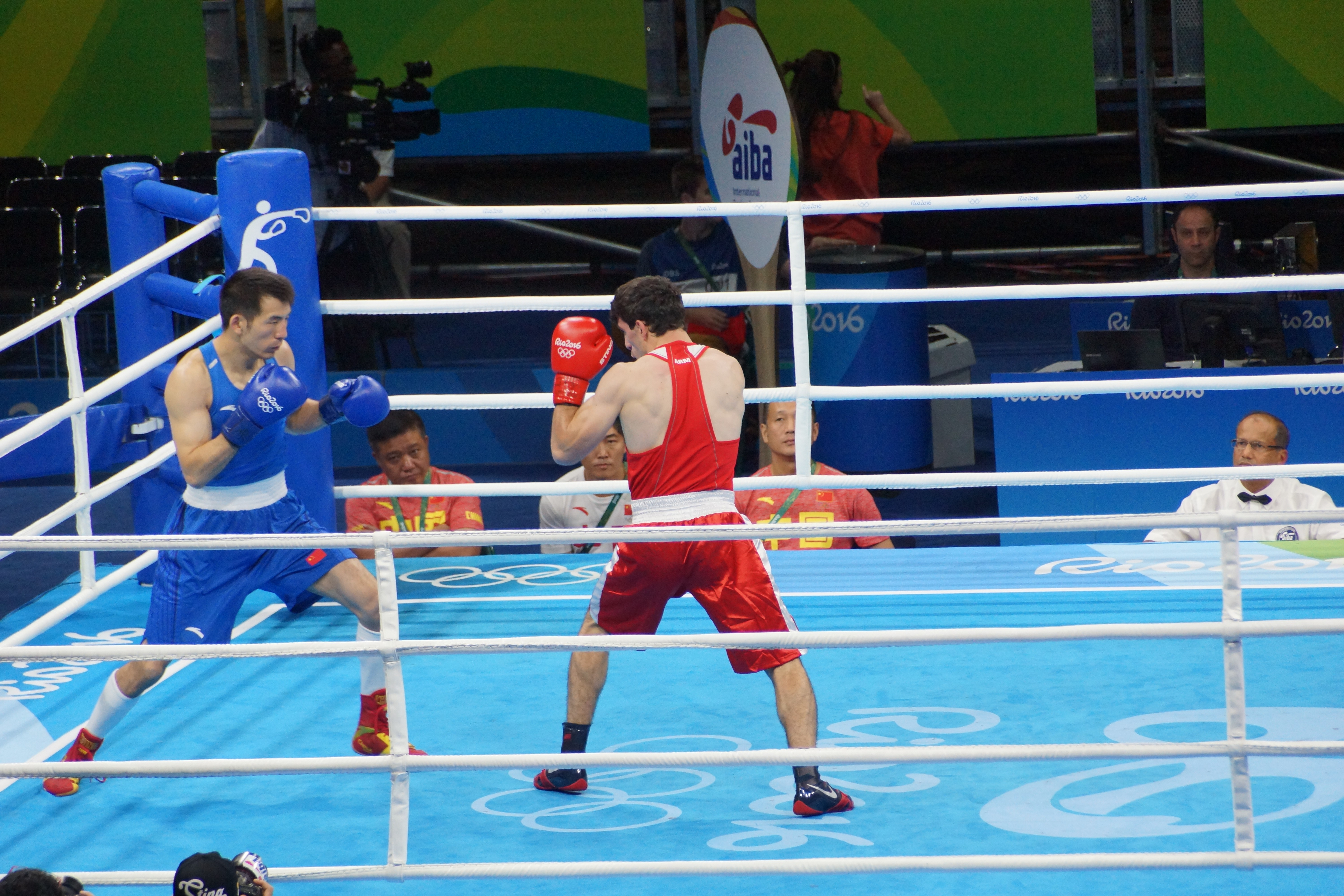
Hu Qianxun (vänster) möter Hovhannes Bachkov under boxningens andra omgång.

Elva boxare representerade Kina i den olympiska turneringen.
Damer
| Idrottare  | Gren       | Omgång 1             | Kvartsfinal             | Semifinal            | Final                | Final |
| Idrottare  | Gren       | Motståndare Resultat | Motståndare Resultat    | Motståndare Resultat | Motståndare Resultat | Pl.   |
| ---------- | ---------- | -------------------- | ----------------------- | -------------------- | -------------------- | ----- |
| Ren Cancan | Flugvikt   | Bye                  | Bujold (CAN) W 3–0      | Adams (GBR) L 0–3    | Gick inte vidare     | 3     |
| Yin Junhua | Lättvikt   | Lachgar (MAR) W 3–0  | Aleksejevna (AZE) W 3–0 | Potkonen (FIN) W 3–0 | Mossely (FRA) L 1–2  | 2     |
| Li Qian    | Mellanvikt | Bye                  | Bandeira (BRA) W 3–0    | Fontijn (NED) L 1–2  | Gick inte vidare     | 3     |

Herrar
| Idrottare     | Gren            | Omgång 1                  | Omgång 2             | Kvartsfinal           | Semifinal            | Final                | Final            |
| Idrottare     | Gren            | Motståndare Resultat      | Motståndare Resultat | Motståndare Resultat  | Motståndare Resultat | Motståndare Resultat | Pl.              |
| ------------- | --------------- | ------------------------- | -------------------- | --------------------- | -------------------- | -------------------- | ---------------- |
| Lü Bin        | Lätt flugvikt   | Bye                       | Warui (KEN) L 1–2    | Gick inte vidare      | Gick inte vidare     | Gick inte vidare     | Gick inte vidare |
| Hu Jianguan   | Flugvikt        | Eker (TUR) W 2–1          | Abgaryan (ARM) W 3–0 | Veitía (CUB) W 2–1    | Alojan (RUS) L 0–3   | Gick inte vidare     | 3                |
| Zhang Jiawei  | Bantamvikt      | Bye                       | Ham S-m (KOR) W 3–0  | Ramírez (CUB) L 0–3   | Gick inte vidare     | Gick inte vidare     | Gick inte vidare |
| Shan Jun      | Lättvikt        | Yunusov (TJK) L 0–3       | Gick inte vidare     | Gick inte vidare      | Gick inte vidare     | Gick inte vidare     | Gick inte vidare |
| Hu Qianxun    | Lätt weltervikt | Curiel (MEX) W WO         | Bachkov (ARM) W 2–1  | Dunajtsev (RUS) L 0–3 | Gick inte vidare     | Gick inte vidare     | Gick inte vidare |
| Liu Wei       | Weltervikt      | Stanionis (LTU) L 0–3     | Gick inte vidare     | Gick inte vidare      | Gick inte vidare     | Gick inte vidare     | Gick inte vidare |
| Zhao Minggang | Mellanvikt      | Sjachsuvarlij (AZE) L 0–3 | Gick inte vidare     | Gick inte vidare      | Gick inte vidare     | Gick inte vidare     | Gick inte vidare |
| Yu Fengkai    | Tungvikt        | Bye                       | Levit (KAZ) L TKO    | Gick inte vidare      | Gick inte vidare     | Gick inte vidare     | Gick inte vidare |

## Brottning

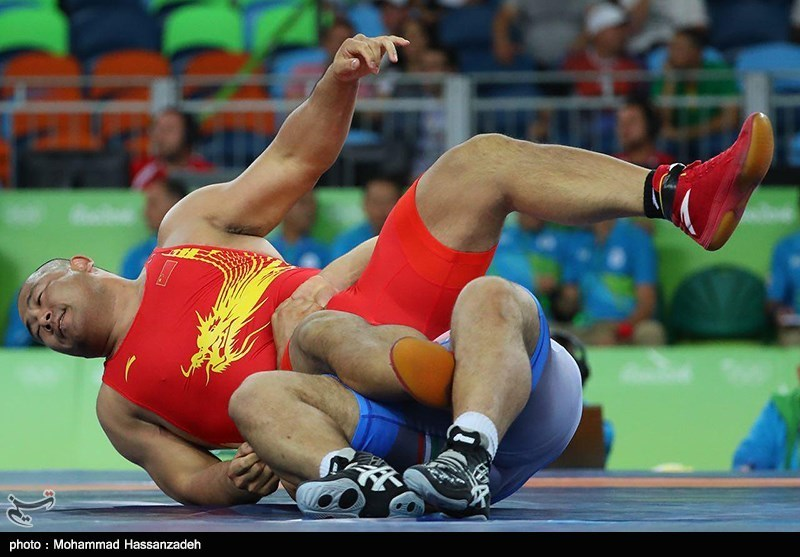
Meng Qiang möter Bashir Babajanzadeh i den grekisk-romerska brottningens supertungviktsklass.

Kina tog totalt tretton kvotplatser i brottning. Fyra genom att vara genom de sex bästa vid världsmästerskapen 2015, fem genom den asiatiska kvaltävlingen och fyra vid de två globala kvaltävlingarna.
Förkortningar:
- VT – Vinst genom fall.
- PP – Beslut efter poäng – förloraren utan tekniska poäng.
- PO – Beslut efter poäng – förloraren med tekniska poäng.
- ST – Teknisk överlägsenhet – förloraren utan tekniska poäng och en marginal på minst 8 (grekisk-romersk stil) eller 10 (fristil) poäng.
- SP – Teknisk överlägsenhet – förloraren med tekniska poäng och en marginal på minst 8 (grekisk-romersk stil) eller 10 (fristil) poäng.

Damernas fristil
| Brottare      | Gren   | Kvalomgång            | Åttondelsfinal          | Kvartsfinal               | Semifinal             | Återkval 1                | Återkval 2              | Final / BM               | Final / BM |
| Brottare      | Gren   | Motståndare Resultat  | Motståndare Resultat    | Motståndare Resultat      | Motståndare Resultat  | Motståndare Resultat      | Motståndare Resultat    | Motståndare Resultat     | Pl.        |
| ------------- | ------ | --------------------- | ----------------------- | ------------------------- | --------------------- | ------------------------- | ----------------------- | ------------------------ | ---------- |
| Sun Yanan     | −48 kg | Bye                   | Mian (CAN) W 4–1 SP     | Phogat (IND) W 5–0 VB     | Tosaka (JPN) L 1–3 PP | Bye                       | Bye                     | Esjimova (KAZ) W 4–0 ST  | 3          |
| Zhong Xuechun | −53 kg | Hemmer (GER) W 3–1 PP | Maroulis (USA) L 0–4 ST | Gick inte vidare          | Gick inte vidare      | Khalvadzhy (UKR) W 4–1 SP | Jong M-s (PRK) W 3–1 PP | Mattsson (SWE) L 0–3 PO  | 5          |
| Xu Rui        | −63 kg | Bye                   | Tkatj (UKR) W 3–1 PP    | Trazjukova (RUS) L 1–3 PP | Gick inte vidare      | Gick inte vidare          | Gick inte vidare        | Gick inte vidare         | 11         |
| Zhou Feng     | −69 kg | Bye                   | Focken (GER) L 1–3 PP   | Gick inte vidare          | Gick inte vidare      | Gick inte vidare          | Gick inte vidare        | Gick inte vidare         | 12         |
| Zhang Fengliu | −75 kg | Bye                   | Mäe (EST) W 3–1 PP      | Wiebe (CAN) L 1–3 PP      | Gick inte vidare      | Bye                       | Selmaier (GER) W 4–0 ST | Marzaliuk (BLR) W 3–1 PP | 3          |

Herrarnas fristil
| Brottare           | Gren    | Kvalomgång              | Åttondelsfinal            | Kvartsfinal          | Semifinal            | Återkval 1           | Återkval 2           | Final / BM           | Final / BM |
| Brottare           | Gren    | Motståndare Resultat    | Motståndare Resultat      | Motståndare Resultat | Motståndare Resultat | Motståndare Resultat | Motståndare Resultat | Motståndare Resultat | Pl.        |
| ------------------ | ------- | ----------------------- | ------------------------- | -------------------- | -------------------- | -------------------- | -------------------- | -------------------- | ---------- |
| Yeerlanbieke Katai | −65 kg  | Prizreni (AUS) W 3–1 PP | Ganzorig (MGL) L 0–3 PO   | Gick inte vidare     | Gick inte vidare     | Gick inte vidare     | Gick inte vidare     | Gick inte vidare     | 12         |
| Bi Shengfeng       | −86 kg  | Bye                     | Sjarifov (AZE) L 0–4 ST   | Gick inte vidare     | Gick inte vidare     | Gick inte vidare     | Gick inte vidare     | Gick inte vidare     | 19         |
| Deng Zhiwei        | −125 kg | Bye                     | Berianidze (ARM) L 1–3 PP | Gick inte vidare     | Gick inte vidare     | Gick inte vidare     | Gick inte vidare     | Gick inte vidare     | 13         |

Herrarnas grekisk-romersk
| Brottare   | Gren    | Åttondelsfinal              | Kvartsfinal            | Semifinal            | Återkval 1           | Återkval 2             | Final / BM           | Final / BM |
| Brottare   | Gren    | Motståndare Resultat        | Motståndare Resultat   | Motståndare Resultat | Motståndare Resultat | Motståndare Resultat   | Motståndare Resultat | Pl.        |
| ---------- | ------- | --------------------------- | ---------------------- | -------------------- | -------------------- | ---------------------- | -------------------- | ---------- |
| Wang Lumin | −59 kg  | Montaño (ECU) W 4–0 ST      | Borrero (CUB) L 0–4 ST | Gick inte vidare     | Bye                  | Eraliev (KGZ) L 1–3 PP | Gick inte vidare     | 8          |
| Yang Bin   | −75 kg  | Ayet Ikram (MAR) W 3–0 PO   | Vlasov (RUS) L 0–4 ST  | Gick inte vidare     | Bye                  | Kim H-w (KOR) L 1–3 PP | Gick inte vidare     | 9          |
| Peng Fei   | −85 kg  | Hamzatau (BLR) L 0–3 PO     | Gick inte vidare       | Gick inte vidare     | Gick inte vidare     | Gick inte vidare       | Gick inte vidare     | 17         |
| Xiao Di    | −98 kg  | Lugo (CUB) L 0–3 PO         | Gick inte vidare       | Gick inte vidare     | Bye                  | Rezaei (IRI) L 0–3 PO  | Gick inte vidare     | 19         |
| Meng Qiang | −130 kg | Babajanzadeh (IRI) L 1–3 PP | Gick inte vidare       | Gick inte vidare     | Gick inte vidare     | Gick inte vidare       | Gick inte vidare     | 13         |

## Bågskytte
I bågskytte tävlade sex deltagare för Kina. Båda lagen kvalade in vid världsmästerskapen 2015 i Köpenhamn.
Damer
| Bågskytt                    | Gren         | Ranking-runda | Ranking-runda | 32-delsfinal        | Sextondelsfinal            | Åttondelsfinal    | Kvartsfinal        | Semifinal         | Final             | Final            |
| Bågskytt                    | Gren         | Poäng         | Seed.         | Motståndare Poäng   | Motståndare Poäng          | Motståndare Poäng | Motståndare Poäng  | Motståndare Poäng | Motståndare Poäng | Pl.              |
| --------------------------- | ------------ | ------------- | ------------- | ------------------- | -------------------------- | ----------------- | ------------------ | ----------------- | ----------------- | ---------------- |
| Cao Hui                     | Individuellt | 631           | 28            | Senyuk (AZE) W 7–1  | Dasjidorzjieva (RUS) W 6–4 | Unruh (GER) L 2–6 | Gick inte vidare   | Gick inte vidare  | Gick inte vidare  | Gick inte vidare |
| Qi Yuhong                   | Individuellt | 649           | 11            | Canetta (BRA) W 7–1 | Longová (SVK) W 6–0        | Wu Jx (CHN) L 5–6 | Gick inte vidare   | Gick inte vidare  | Gick inte vidare  | Gick inte vidare |
| Wu Jiaxin                   | Individuellt | 653           | 6             | Hayashi (JPN) W 7–1 | Mîrca (MDA) W 6–0          | Qi Yh (CHN) W 6–5 | Ki B-b (KOR) L 2–6 | Gick inte vidare  | Gick inte vidare  | Gick inte vidare |
| Cao Hui Qi Yuhong Wu Jiaxin | Lagtävling   | 1933          | 3             | i.u.                | i.u.                       | Bye               | Italien L 3–5      | Gick inte vidare  | Gick inte vidare  | Gick inte vidare |

Herrar
| Bågskytt                       | Gren         | Ranking-runda | Ranking-runda | 32-delsfinal           | Sextondelsfinal   | Åttondelsfinal    | Kvartsfinal       | Semifinal         | Final             | Final            |
| Bågskytt                       | Gren         | Poäng         | Seed.         | Motståndare Poäng      | Motståndare Poäng | Motståndare Poäng | Motståndare Poäng | Motståndare Poäng | Motståndare Poäng | Pl.              |
| ------------------------------ | ------------ | ------------- | ------------- | ---------------------- | ----------------- | ----------------- | ----------------- | ----------------- | ----------------- | ---------------- |
| Gu Xuesong                     | Individuellt | 670           | 17            | Duzelbayev (KAZ) L 4–6 | Gick inte vidare  | Gick inte vidare  | Gick inte vidare  | Gick inte vidare  | Gick inte vidare  | Gick inte vidare |
| Wang Dapeng                    | Individuellt | 667           | 19            | Malavé (VEN) L 2–6     | Gick inte vidare  | Gick inte vidare  | Gick inte vidare  | Gick inte vidare  | Gick inte vidare  | Gick inte vidare |
| Xing Yu                        | Individuellt | 660           | 32            | Agatha (INA) L 1–7     | Gick inte vidare  | Gick inte vidare  | Gick inte vidare  | Gick inte vidare  | Gick inte vidare  | Gick inte vidare |
| Gu Xuesong Wang Dapeng Xing Yu | Lagtävling   | 1997          | 6             | i.u.                   | i.u.              | Brasilien W 6–2   | Italien W 6–0     | USA L 0–6         | Australien L 2–6  | 4                |

## Cykling

### Bana
Tolv kinesiska bancyklister tog platser i OS genom sina placeringar vid världsmästerskapen 2016 i London.

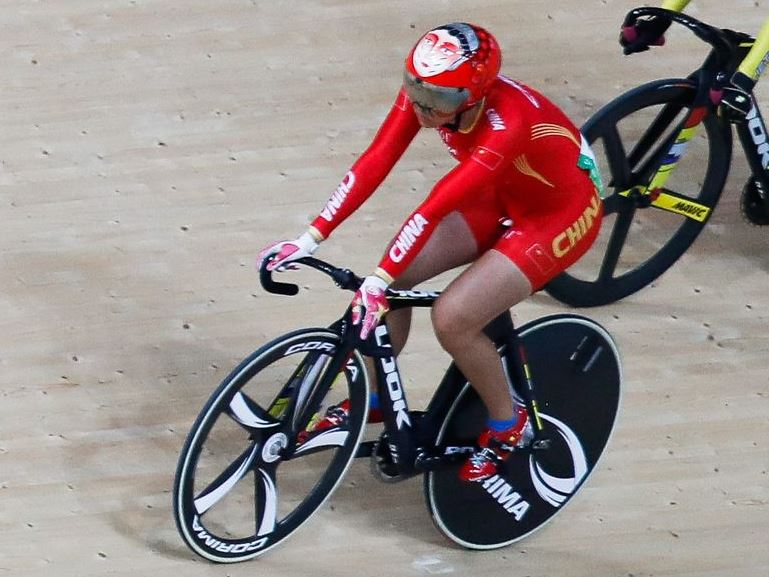
Zhong Tianshi tävlar i damernas keirin.

Sprint
| Cyklist       | Gren             | Kval                 | Kval | Omgång 1                         | Återkval 1                       | Omgång 2                         | Återkval 2                                 | Kvartsfinal                      | Semifinal                        | Final                                                                     | Final            |
| Cyklist       | Gren             | Tid Hastighet (km/h) | Pl.  | Motståndare Tid Hastighet (km/h) | Motståndare Tid Hastighet (km/h) | Motståndare Tid Hastighet (km/h) | Motståndare Tid Hastighet (km/h)           | Motståndare Tid Hastighet (km/h) | Motståndare Tid Hastighet (km/h) | Motståndare Tid Hastighet (km/h)                                          | Pl.              |
| ------------- | ---------------- | -------------------- | ---- | -------------------------------- | -------------------------------- | -------------------------------- | ------------------------------------------ | -------------------------------- | -------------------------------- | ------------------------------------------------------------------------- | ---------------- |
| Gong Jinjie   | Damernas sprint  | 11,068               | 15 Q | Ligtlee (NED) L                  | Morton (AUS) Cueff (FRA) L       | Gick inte vidare                 | Gick inte vidare                           | Gick inte vidare                 | Gick inte vidare                 | Gick inte vidare                                                          | Gick inte vidare |
| Zhong Tianshi | Damernas sprint  | 10,820               | 5 Q  | Welte (GER) W 11,310 63,660      | Bye                              | Vojnova (RUS) L                  | Meares (AUS) Welte (GER) W 11,557 62,299   | James (GBR) L, L                 | Gick inte vidare                 | final om 5:e plats Lee W S (HKG) Krupeckaitė (LTU) Vojnova (RUS) W 11,197 | 5                |
| Xu Chao       | Herrarnas sprint | 9,939 72,441         | 13   | Phillip (TTO) W 10,373 69,410    | Bye                              | Eilers (GER) L                   | Puerta (COL) Webster (NZL) W 10,753 66,958 | Skinner (GBR) L, L               | Gick inte vidare                 | final om 5:e plats Constable (AUS) Eilers (GER) Baugé (FRA) L             | 6                |

Lagsprint
| Cyklist                   | Gren               | Kval                 | Kval | Semifinal                        | Semifinal | Final                            | Final |
| Cyklist                   | Gren               | Tid Hastighet (km/h) | Pl.  | Motståndare Tid Hastighet (km/h) | Pl.       | Motståndare Tid Hastighet (km/h) | Pl.   |
| ------------------------- | ------------------ | -------------------- | ---- | -------------------------------- | --------- | -------------------------------- | ----- |
| Gong Jinjie Zhong Tianshi | Damernas lagsprint | 32,305 0OR0 55,718   | 1 Q  | Spanien W 31,928 0VR0 56,376     | 1 FA      | Ryssland W 32,107 56.062         | 1     |

Förföljelse
| Cyklist                                        | Gren                     | Kval     | Kval      | Semifinal            | Semifinal | Final                | Final     |
| Cyklist                                        | Gren                     | Tid      | Placering | Motståndare Resultat | Placering | Motståndare Resultat | Placering |
| ---------------------------------------------- | ------------------------ | -------- | --------- | -------------------- | --------- | -------------------- | --------- |
| Huang Dongyan Jing Yali Ma Menglu Zhao Baofang | Damernas lagförföljelse  | 4:25,246 | 6 Q       | Italien 4:23,678     | 7         | Polen WO             | 7         |
| Fan Yang Liu Hao Qin Chenlu Shen Pingan        | Herrarnas lagförföljelse | 4:05,152 | 8 Q       | Italien 4:04,240     | 8         | Schweiz 4:03,687     | 8         |

Keirin
| Cyklist       | Gren            | Omgång 1  | Återkval  | Omgång 2         | Final            |
| Cyklist       | Gren            | Placering | Placering | Placering        | Placering        |
| ------------- | --------------- | --------- | --------- | ---------------- | ---------------- |
| Zhong Tianshi | Damernas keirin | 2 Q       | Bye       | 5                | 11               |
| Gong Jinjie   | Damernas keirin | 5 R       | 3         | Gick inte vidare | Gick inte vidare |

Omnium
| Cyklist      | Gren            | Scratch | Scratch | Individuell förföljelse | Individuell förföljelse | Individuell förföljelse | Utslagslopp | Utslagslopp | Tempolopp | Tempolopp | Tempolopp | Flygande varv | Flygande varv | Flygande varv | Poänglopp | Poänglopp | Totalpoäng | Placering |
| Cyklist      | Gren            | Pl.     | Poäng   | Tid                     | Pl.                     | Poäng                   | Pl.         | Poäng       | Tid       | Pl.       | Poäng     | Tid           | Pl.           | Poäng         | Poäng     | Pl.       | Totalpoäng | Placering |
| ------------ | --------------- | ------- | ------- | ----------------------- | ----------------------- | ----------------------- | ----------- | ----------- | --------- | --------- | --------- | ------------- | ------------- | ------------- | --------- | --------- | ---------- | --------- |
| Luo Xiaoling | Damernas omnium | 15      | 12      | 3:45,186                | 15                      | 12                      | 10          | 22          | 36,944    | 15        | 12        | 14,740        | 17            | 8             | 2         | 12        | 68         | 15        |

### Mountainbike
Två kinesiska cyklister tog platser i mountainbiketävlingen.
| Idrottare | Gren                  | Tid          | Placering |
| --------- | --------------------- | ------------ | --------- |
| Yao Ping  | Damernas terränglopp  | 1:43:20      | 24        |
| Wang Zhen | Herrarnas terränglopp | LAP (3 varv) | 43        |

## Friidrott

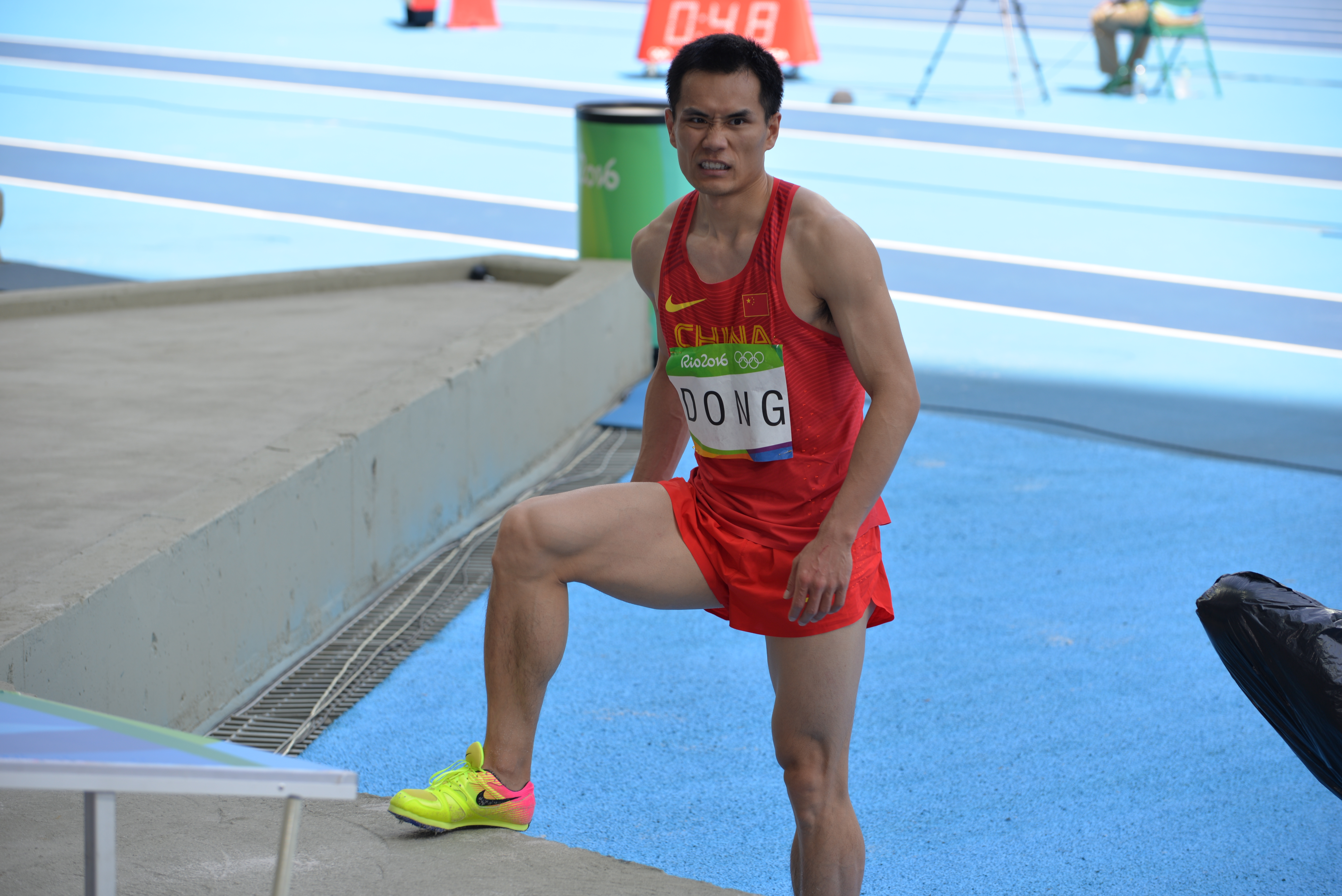
Dong Bin under finalen i tresteg.

Kina skickade sin största friidrottstrupp någonsin och av de 56 idrottarna var det 37 som deltog i ett OS för första gången. Totalt 52 av dessa friidrottare kom sedan att tävla, 25 män och 27 kvinnor, i 23 grenar. De stod för den bästa prestationen som en kinesisk friidrottstrupp dittills gjort i ett olympiskt spel med sex medaljer, varav två guld.
Förkortningar
- Notera– Placeringar avser endast det specifika heatet.
- Q = Tog sig vidare till nästa omgång
- q = Tog sig vidare till nästa omgång som den snabbaste förloraren eller, i fältgrenarna, genom placering utan att nå kvalgränsen
- i.u. = Omgången fanns inte i grenen
- Bye = Idrottaren behövde inte tävla i omgången

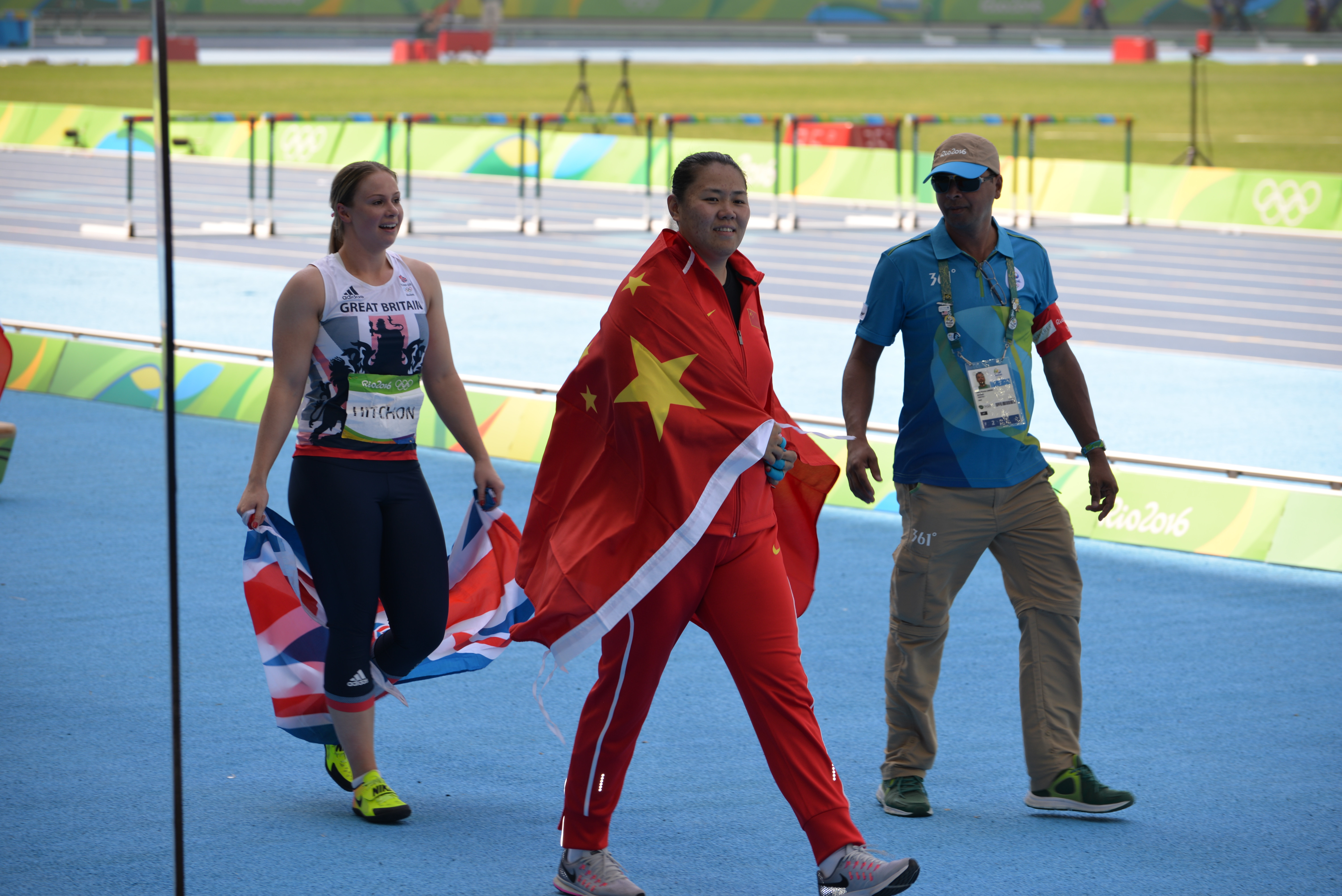
Zhang Wenxiu efter att ha tagit silver i släggkastningsfinalen.

Damer
Bana och väg
| Idrottare                                                            | Gren              | Heat     | Heat      | Kvartsfinal | Kvartsfinal | Semifinal        | Semifinal        | Final            | Final            |
| Idrottare                                                            | Gren              | Resultat | Placering | Resultat    | Placering   | Resultat         | Placering        | Resultat         | Placering        |
| -------------------------------------------------------------------- | ----------------- | -------- | --------- | ----------- | ----------- | ---------------- | ---------------- | ---------------- | ---------------- |
| Wei Yongli                                                           | 100 meter         | Bye      | Bye       | 11.48       | 5           | Gick inte vidare | Gick inte vidare | Gick inte vidare | Gick inte vidare |
| Yuan Qiqi                                                            | 100 meter         | Bye      | Bye       | 11.56       | 6           | Gick inte vidare | Gick inte vidare | Gick inte vidare | Gick inte vidare |
| Wang Chunyu                                                          | 800 meter         | 1:59.93  | 4         | i.u.        | i.u.        | 2:04.05          | 8                | Gick inte vidare | Gick inte vidare |
| Yue Chao                                                             | Maraton           | i.u.     | i.u.      | i.u.        | i.u.        | i.u.             | i.u.             | 2:39:09          | 53               |
| Hua Shaoqing                                                         | Maraton           | i.u.     | i.u.      | i.u.        | i.u.        | i.u.             | i.u.             | 2:45:09          | 79               |
| Ge Manqi Kong Lingwei Liang Xiaojing Lin Huijun Wei Yongli Yuan Qiqi | 4 × 100 m stafett | 42.70    | 4         | i.u.        | i.u.        | i.u.             | i.u.             | Gick inte vidare | Gick inte vidare |
| Wu Shuijiao                                                          | 100 m häck        | 13.03    | 4         | i.u.        | i.u.        | Gick inte vidare | Gick inte vidare | Gick inte vidare | Gick inte vidare |
| Zhang Xinyan                                                         | 3 000 m hinder    | 9:31.47  | 19        | i.u.        | i.u.        | i.u.             | i.u.             | Gick inte vidare | Gick inte vidare |
| Liu Hong                                                             | 20 km gång        | i.u.     | i.u.      | i.u.        | i.u.        | i.u.             | i.u.             | 1:28:35          | 1                |
| Lü Xiuzhi                                                            | 20 km gång        | i.u.     | i.u.      | i.u.        | i.u.        | i.u.             | i.u.             | 1:28:42          | 3                |
| Qieyang Shenjie                                                      | 20 km gång        | i.u.     | i.u.      | i.u.        | i.u.        | i.u.             | i.u.             | 1:29:04          | 5                |

Fältgrenar
| Idrottare    | Gren           | Kval    | Kval      | Final            | Final            |
| Idrottare    | Gren           | Distans | Placering | Distans          | Placering        |
| ------------ | -------------- | ------- | --------- | ---------------- | ---------------- |
| Li Ling      | Stavhopp       | 4.55    | 16        | Gick inte vidare | Gick inte vidare |
| Ren Mengqian | Stavhopp       | NM      | —         | Gick inte vidare | Gick inte vidare |
| Li Xiaohong  | Tresteg        | 13.30   | 34        | Gick inte vidare | Gick inte vidare |
| Su Xinyue    | Diskuskastning | 65.14   | 2 Q       | 64.37            | 5                |
| Chen Yang    | Diskuskastning | 61.44   | 10 q      | 63.11            | 7                |
| Feng Bin     | Diskuskastning | 62.01   | 8 Q       | 63.06            | 8                |
| Gong Lijiao  | Kulstötning    | 18.74   | 5 Q       | 19.39            | 4                |
| Bian Ka      | Kulstötning    | 17.68   | 16        | Gick inte vidare | Gick inte vidare |
| Gao Yang     | Kulstötning    | 16.17   | 33        | Gick inte vidare | Gick inte vidare |
| Zhang Wenxiu | Släggkastning  | 73.58   | 2 Q       | 76.75            | 2                |
| Wang Zheng   | Släggkastning  | 70.60   | 10 q      | NM               | —                |
| Liu Tingting | Släggkastning  | 69.14   | 16        | Gick inte vidare | Gick inte vidare |
| Lü Huihui    | Spjutkastning  | 63.28   | 7 Q       | 64.04            | 7                |
| Li Lingwei   | Spjutkastning  | 60.91   | 15        | Gick inte vidare | Gick inte vidare |
| Liu Shiying  | Spjutkastning  | 57.16   | 23        | Gick inte vidare | Gick inte vidare |

Herrar
Bana och väg
| Idrottare                                                               | Gren              | Heat       | Heat      | Kvartsfinal | Kvartsfinal | Semifinal        | Semifinal        | Final            | Final            |
| Idrottare                                                               | Gren              | Resultat   | Placering | Resultat    | Placering   | Resultat         | Placering        | Resultat         | Placering        |
| ----------------------------------------------------------------------- | ----------------- | ---------- | --------- | ----------- | ----------- | ---------------- | ---------------- | ---------------- | ---------------- |
| Su Bingtian                                                             | 100 m             | Bye        | Bye       | 10.17       | 3 q         | 10.08            | 4                | Gick inte vidare | Gick inte vidare |
| Xie Zhenye                                                              | 100 m             | Bye        | Bye       | 10.08       | 1 Q         | 10.11            | 7                | Gick inte vidare | Gick inte vidare |
| Zhang Peimeng                                                           | 100 m             | Bye        | Bye       | 10.36       | 7           | Gick inte vidare | Gick inte vidare | Gick inte vidare | Gick inte vidare |
| Dong Guojian                                                            | Maraton           | i.u.       | i.u.      | i.u.        | i.u.        | i.u.             | i.u.             | 2:15:32          | 29               |
| Duo Bujie                                                               | Maraton           | i.u.       | i.u.      | i.u.        | i.u.        | i.u.             | i.u.             | 2:24:22          | 91               |
| Zhu Renxue                                                              | Maraton           | i.u.       | i.u.      | i.u.        | i.u.        | i.u.             | i.u.             | 2:25:31          | 96               |
| Mo Youxue Su Bingtian Tang Xingqiang Xie Zhenye Yang Yang Zhang Peimeng | 4 × 100 m stafett | 37.82 0AR0 | 2 Q       | i.u.        | i.u.        | i.u.             | i.u.             | 37.90            | 4                |
| Xie Wenjun                                                              | 110 m häck        | 13.69      | 7         | i.u.        | i.u.        | Gick inte vidare | Gick inte vidare | Gick inte vidare | Gick inte vidare |
| Wang Zhen                                                               | 20 km gång        | i.u.       | i.u.      | i.u.        | i.u.        | i.u.             | i.u.             | 1:19:14          | 1                |
| Cai Zelin                                                               | 20 km gång        | i.u.       | i.u.      | i.u.        | i.u.        | i.u.             | i.u.             | 1:19:26          | 2                |
| Chen Ding                                                               | 20 km gång        | i.u.       | i.u.      | i.u.        | i.u.        | i.u.             | i.u.             | 1:23:54          | 39               |
| Yu Wei                                                                  | 50 km gång        | i.u.       | i.u.      | i.u.        | i.u.        | i.u.             | i.u.             | 3:43:00          | 5                |
| Wang Zhendong                                                           | 50 km gång        | i.u.       | i.u.      | i.u.        | i.u.        | i.u.             | i.u.             | 3:48:50          | 11               |
| Han Yucheng                                                             | 50 km gång        | i.u.       | i.u.      | i.u.        | i.u.        | i.u.             | i.u.             | 4:32:35          | 47               |

Fältgrenar
| Idrottare       | Gren      | Kval    | Kval      | Final            | Final            |
| Idrottare       | Gren      | Distans | Placering | Distans          | Placering        |
| --------------- | --------- | ------- | --------- | ---------------- | ---------------- |
| Zhang Guowei    | Höjdhopp  | 2.22    | =25       | Gick inte vidare | Gick inte vidare |
| Wang Yu         | Höjdhopp  | 2.22    | 32        | Gick inte vidare | Gick inte vidare |
| Dong Bin        | Tresteg   | 17.10   | 2 Q       | 17.58            | 3                |
| Cao Shuo        | Tresteg   | 16.97   | 5 Q       | 17.13            | 4                |
| Xu Xiaolong     | Tresteg   | 16.65   | 11 q      | 16.41            | 11               |
| Xue Changrui    | Stavhopp  | 5.70    | =4 Q      | 5.65             | 6                |
| Yao Jie         | Stavhopp  | 5.60    | 14        | Gick inte vidare | Gick inte vidare |
| Huang Bokai     | Stavhopp  | 5.45    | =16       | Gick inte vidare | Gick inte vidare |
| Wang Jianan     | Längdhopp | 8.24    | 1 Q       | 8.17             | 5                |
| Huang Changzhou | Längdhopp | 7.95    | 9 q       | 7.85             | 11               |
| Gao Xinglong    | Längdhopp | NM      | —         | Gick inte vidare | Gick inte vidare |

## Fäktning
Tretton kinesiska fäktare kvalade in till OS, Kina kvalificerade också lag i herrarnas florett och damernas värja.
Damer
| Idrottare                             | Gren       | Omgång 1          | Omgång 2                | Omgång 3              | Kvartsfinal                | Semifinal              | Final / BM          | Final / BM       |
| Idrottare                             | Gren       | Motståndare Poäng | Motståndare Poäng       | Motståndare Poäng     | Motståndare Poäng          | Motståndare Poäng      | Motståndare Poäng   | Placering        |
| ------------------------------------- | ---------- | ----------------- | ----------------------- | --------------------- | -------------------------- | ---------------------- | ------------------- | ---------------- |
| Liu Yongshi                           | Florett    | Bye               | Knapek (HUN) W 15–9     | Kiefer (USA) W 15–9   | Di Francisca (ITA) L 10–15 | Gick inte vidare       | Gick inte vidare    | Gick inte vidare |
| Le Huilin                             | Florett    | Bye               | Zekrani (MAR) W 15–4    | Thibus (FRA) L 13–15  | Gick inte vidare           | Gick inte vidare       | Gick inte vidare    | Gick inte vidare |
| Shen Chen                             | Sabel      | Bye               | Kozaczuk (POL) L 9–15   | Gick inte vidare      | Gick inte vidare           | Gick inte vidare       | Gick inte vidare    | Gick inte vidare |
| Sun Yiwen                             | Värja      | Bye               | Sakoa (CIV) W 15–11     | Embrich (EST) W 15–12 | Besbes (TUN) W 14–11       | Fiamingo (ITA) L 11–12 | Rembi (FRA) W 15–13 | 3                |
| Sun Yujie                             | Värja      | Bye               | Kang Y-m (KOR) L 10–15  | Gick inte vidare      | Gick inte vidare           | Gick inte vidare       | Gick inte vidare    | Gick inte vidare |
| Xu Anqi                               | Värja      | Bye               | Candassamy (FRA) L 8–15 | Gick inte vidare      | Gick inte vidare           | Gick inte vidare       | Gick inte vidare    | Gick inte vidare |
| Hao Jialu Sun Yiwen Sun Yujie Xu Anqi | Lag, värja | i.u.              | i.u.                    | Bye                   | Ukraina W 42–34            | Estland W 45–36        | Rumänien L 38–44    | 2                |

Herrar
| Idrottare                                   | Gren         | Omgång 1                | Omgång 2                | Omgång 3              | Kvartsfinal        | Semifinal                                  | Final / BM                                | Final / BM       |
| Idrottare                                   | Gren         | Motståndare Poäng       | Motståndare Poäng       | Motståndare Poäng     | Motståndare Poäng  | Motståndare Poäng                          | Motståndare Poäng                         | Placering        |
| ------------------------------------------- | ------------ | ----------------------- | ----------------------- | --------------------- | ------------------ | ------------------------------------------ | ----------------------------------------- | ---------------- |
| Chen Haiwei                                 | Florett      | Bye                     | Halsted (GBR) W 15–9    | Ma Jf (CHN) L 12–15   | Gick inte vidare   | Gick inte vidare                           | Gick inte vidare                          | Gick inte vidare |
| Lei Sheng                                   | Florett      | Bye                     | Le Péchoux (FRA) L 9–15 | Gick inte vidare      | Gick inte vidare   | Gick inte vidare                           | Gick inte vidare                          | Gick inte vidare |
| Ma Jianfei                                  | Florett      | Bye                     | Perrier (BRA) W 15–14   | Chen Hw (CHN) W 15–12 | Safin (RUS) L 7–15 | Gick inte vidare                           | Gick inte vidare                          | Gick inte vidare |
| Chen Haiwei Lei Sheng Ma Jianfei Shi Jialuo | Lag, florett | i.u.                    | i.u.                    | i.u.                  | Frankrike L 42–45  | Klassificeringssemifinal Brasilien W 43–41 | final om 5:e plats Storbritannien W 45–38 | 5                |
| Sun Wei                                     | Sabel        | i.u.                    | Dolniceanu (ROU) L 7–15 | Gick inte vidare      | Gick inte vidare   | Gick inte vidare                           | Gick inte vidare                          | Gick inte vidare |
| Jiao Yunlong                                | Värja        | Melaragno (BRA) W 15–13 | Nikishyn (UKR) L 11–15  | Gick inte vidare      | Gick inte vidare   | Gick inte vidare                           | Gick inte vidare                          | Gick inte vidare |

## Golf
Fyra kinesiska golfare kvalificerade sig till den olympiska turneringen genom sina placeringar på världsrankingen.
| Spelare       | Gren   | Runda 1 | Runda 2 | Runda 3 | Runda 4 | Totalt | Totalt | Totalt    |
| Spelare       | Gren   | Poäng   | Poäng   | Poäng   | Poäng   | Poäng  | Par    | Placering |
| ------------- | ------ | ------- | ------- | ------- | ------- | ------ | ------ | --------- |
| Shanshan Feng | Damer  | 70      | 67      | 68      | 69      | 274    | −10    | 3         |
| Lin Xiyu      | Damer  | 72      | 74      | 74      | 69      | 289    | +5     | 38        |
| Li Haotong    | Herrar | 70      | 73      | 71      | 75      | 289    | +5     | =50       |
| Wu Ashun      | Herrar | 74      | 71      | 70      | 68      | 283    | −1     | =30       |

## Gymnastik

### Artistisk
Kina ställde upp med fulla lag på både dam- och herrsidan i artistisk gymnastik. Båda lagen hade kvalificerat sig genom att vara bland de åtta bästa i lagmångkampen vid världsmästerskapen 2015 i Glasgow. De kinesiska gymnastiktrupperna leddes av den regerande mästaren i lagmångkamp från London 2012 Zhang Chenglong. Trupperna valdes ut i samband med de kinesiska mästerskapen i Beijing i maj 2016. En anmärkningsvärd frånvaro var den femfaldige olympiske medaljören Zou Kai som drabbats av skador.

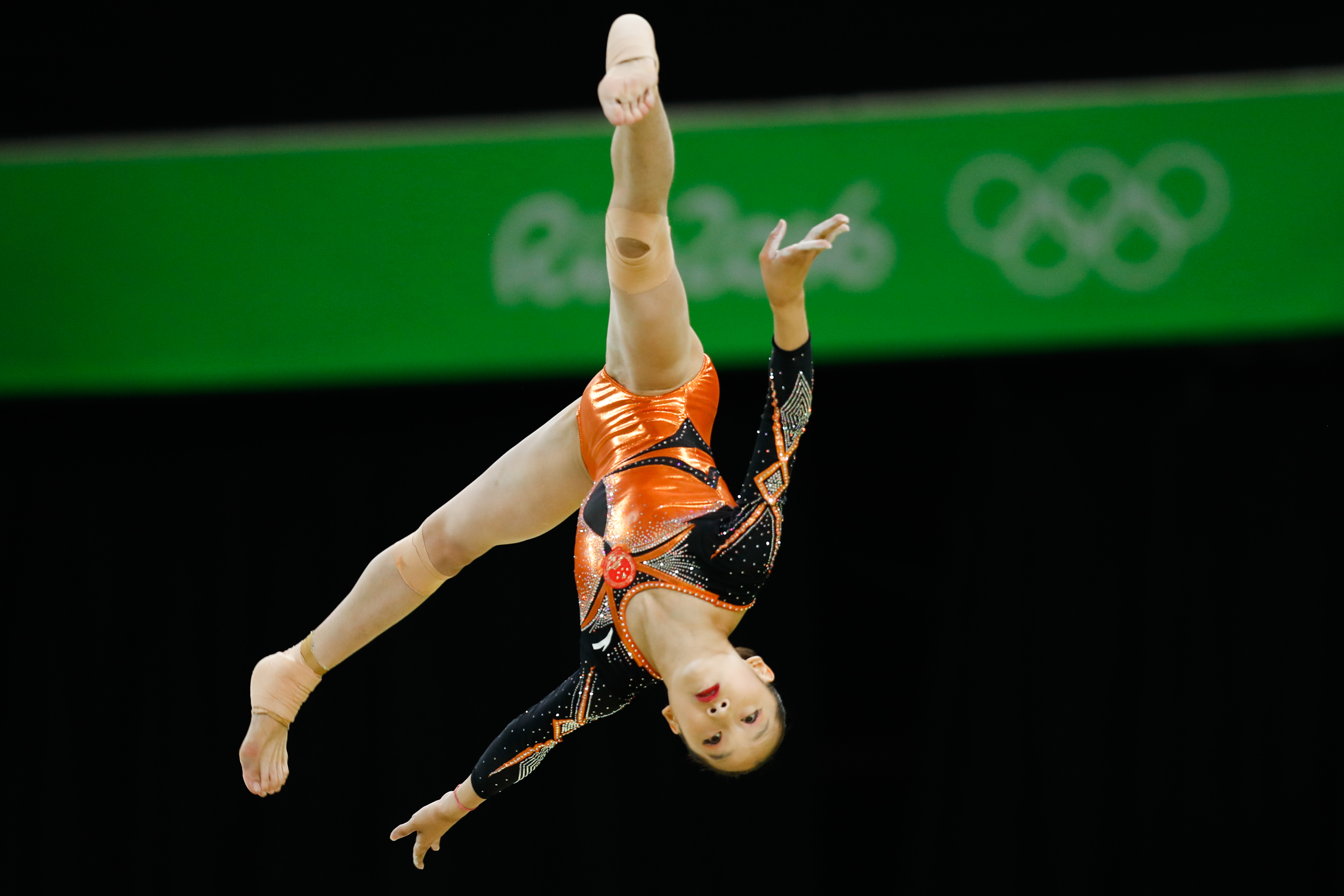
Fan Yilin under finalen i bom.

Damer
Lag
| Gymnast        | Gren | Kval     | Kval     | Kval     | Kval     | Kval    | Kval | Final   | Final   | Final   | Final   | Final   | Final |
| Gymnast        | Gren | Redskap  | Redskap  | Redskap  | Redskap  | Totalt  | Pl.  | Redskap | Redskap | Redskap | Redskap | Totalt  | Pl.   |
| Gymnast        | Gren | V        | UB       | BB       | F        | Totalt  | Pl.  | V       | UB      | BB      | F       | Totalt  | Pl.   |
| -------------- | ---- | -------- | -------- | -------- | -------- | ------- | ---- | ------- | ------- | ------- | ------- | ------- | ----- |
| Fan Yilin      | Lag  | i.u.     | 15.266   | 14.866 Q | 13.500   | i.u.    | i.u. | i.u.    | 15.733  | 15.066  | i.u.    | i.u.    | i.u.  |
| Mao Yi         | Lag  | 14.816   | i.u.     | i.u.     | 11.700   | i.u.    | i.u. | 14.833  | i.u.    | i.u.    | 12.633  | i.u.    | i.u.  |
| Shang Chunsong | Lag  | 12.766   | 15.300 Q | 14.366   | 14.100   | 56.532  | 20 Q | i.u.    | 14.333  | 15.066  | 14.700  | i.u.    | i.u.  |
| Tan Jiaxin     | Lag  | 14.766   | 14.600   | i.u.     | i.u.     | i.u.    | i.u. | 14.766  | 14.941  | i.u.    | i.u.    | i.u.    | i.u.  |
| Wang Yan       | Lag  | 14.933 Q | 13.900   | 14.100   | 14.666 Q | 57.599  | 6 Q  | 14.733  | i.u.    | 14.466  | 14.733  | i.u.    | i.u.  |
| Totalt         | Lag  | 44.515   | 45.166   | 43.332   | 42.266   | 175.279 | 2 Q  | 44.332  | 45.007  | 44.598  | 42.066  | 176.003 | 3     |

Individuella finaler
| Gymnast        | Gren       | Redskap | Redskap | Redskap | Redskap | Totalt | Pl. |
| Gymnast        | Gren       | V       | UB      | BB      | F       | Totalt | Pl. |
| -------------- | ---------- | ------- | ------- | ------- | ------- | ------ | --- |
| Fan Yilin      | Bom        | i.u.    | i.u.    | 14.500  | i.u.    | 14.500 | 6   |
| Shang Chunsong | Mångkamp   | 13.883  | 15.233  | 14.833  | 14.600  | 58.549 | 4   |
| Shang Chunsong | Barr       | i.u.    | 15.433  | i.u.    | i.u.    | 15.433 | 5   |
| Wang Yan       | Mångkamp   | 14.733  | 13.733  | 14.666  | 14.900  | 58.032 | 6   |
| Wang Yan       | Hopp       | 14.999  | i.u.    | i.u.    | i.u.    | 14.999 | 5   |
| Wang Yan       | Fristående | i.u.    | i.u.    | i.u.    | 14.666  | 14.666 | 5   |

Herrar
Lag
| Gymnast         | Gren | Kval    | Kval    | Kval     | Kval    | Kval     | Kval    | Kval    | Kval | Final   | Final   | Final   | Final   | Final   | Final   | Final   | Final |
| Gymnast         | Gren | Redskap | Redskap | Redskap  | Redskap | Redskap  | Redskap | Totalt  | Pl.  | Redskap | Redskap | Redskap | Redskap | Redskap | Redskap | Totalt  | Pl.   |
| Gymnast         | Gren | F       | PH      | R        | V       | PB       | HB      | Totalt  | Pl.  | F       | PH      | R       | V       | PB      | HB      | Totalt  | Pl.   |
| --------------- | ---- | ------- | ------- | -------- | ------- | -------- | ------- | ------- | ---- | ------- | ------- | ------- | ------- | ------- | ------- | ------- | ----- |
| Deng Shudi      | Lag  | 15.033  | 14.866  | 14.300   | 15.300  | 15.800 Q | 14.366  | 89.665  | 4 Q  | 13.833  | 14.958  | 14.600  | 15.200  | 15.800  | 14.400  | i.u.    | i.u.  |
| Lin Chaopan     | Lag  | 13.666  | 15.033  | 14.133   | 15.233  | 15.700   | 14.866  | 88.631  | 10 Q | 14.833  | 14.900  | i.u.    | 14.400  | 15.900  | 15.000  | i.u.    | i.u.  |
| Liu Yang        | Lag  | 12.933  | i.u.    | 15.900 Q | 14.683  | i.u.     | i.u.    | i.u.    | i.u. | i.u.    | i.u.    | 15.833  | i.u.    | i.u.    | i.u.    | i.u.    | i.u.  |
| You Hao         | Lag  | i.u.    | 14.966  | 15.800 Q | i.u.    | 15.733 Q | 14.066  | i.u.    | i.u. | i.u.    | 14.400  | 14.800  | i.u.    | 16.166  | i.u.    | i.u.    | i.u.  |
| Zhang Chenglong | Lag  | 14.900  | i.u.    | i.u.     | 14.933  | 15.166   | 13.966  | i.u.    | i.u. | 15.133  | i.u.    | i.u.    | 15.400  | i.u.    | 15.566  | i.u.    | i.u.  |
| Totalt          | Lag  | 43.599  | 44.865  | 46.000   | 45.466  | 47.233   | 43.298  | 270.461 | 1 Q  | 43.799  | 44.258  | 45.233  | 45.000  | 47.866  | 44.966  | 271.122 | 3     |

Individuella finaler
| Gymnast     | Gren     | Redskap | Redskap | Redskap | Redskap | Redskap | Redskap | Totalt | Pl. |
| Gymnast     | Gren     | F       | PH      | R       | V       | PB      | HB      | Totalt | Pl. |
| ----------- | -------- | ------- | ------- | ------- | ------- | ------- | ------- | ------ | --- |
| Deng Shudi  | Mångkamp | 14.966  | 14.533  | 14.433  | 15.266  | 15.966  | 14.966  | 90.130 | 6   |
| Deng Shudi  | Barr     | i.u.    | i.u.    | i.u.    | i.u.    | 15.766  | i.u.    | 15.766 | 4   |
| Lin Chaopan | Mångkamp | 14.866  | 14.833  | 14.733  | 14.966  | 15.666  | 15.166  | 90.230 | 5   |
| Liu Yang    | Ringar   | i.u.    | i.u.    | 15.600  | i.u.    | i.u.    | i.u.    | 15.600 | 4   |
| You Hao     | Ringar   | i.u.    | i.u.    | 15.400  | i.u.    | i.u.    | i.u.    | 15.400 | 6   |
| You Hao     | Barr     | i.u.    | i.u.    | i.u.    | i.u.    | 14.833  | i.u.    | 14.833 | 8   |

### Rytmisk
Kina kvalificerade ett lag i rytmisk gymnastik genom att sluta bland de tio bästa lagen vid världsmästerskapen 2015 i Stuttgart. En individuell tävlande tog också en plats vid den sista kvaltävlingen i Rio de Janeiro i april 2016.
| Gymnast    | Gren         | Kval     | Kval   | Kval   | Kval   | Kval   | Kval | Final            | Final            | Final            | Final            | Final            | Final            |
| Gymnast    | Gren         | Tunnband | Boll   | Käglor | Band   | Totalt | Pl.  | Tunnband         | Boll             | Käglor           | Band             | Totalt           | Pl.              |
| ---------- | ------------ | -------- | ------ | ------ | ------ | ------ | ---- | ---------------- | ---------------- | ---------------- | ---------------- | ---------------- | ---------------- |
| Shang Rong | Individuellt | 16.566   | 16.766 | 15.716 | 15.966 | 65.014 | 24   | Gick inte vidare | Gick inte vidare | Gick inte vidare | Gick inte vidare | Gick inte vidare | Gick inte vidare |

| Gymnast                                              | Gren  | Kval   | Kval                | Kval   | Kval | Final            | Final               | Final            | Final            |
| Gymnast                                              | Gren  | 5 band | 3 käglor 2 tunnband | Totalt | Pl.  | 5 band           | 3 käglor 2 tunnband | Totalt           | Pl.              |
| ---------------------------------------------------- | ----- | ------ | ------------------- | ------ | ---- | ---------------- | ------------------- | ---------------- | ---------------- |
| Bao Yuqing Shu Siyao Yang Ye Zhang Ling Zhao Jingnan | Trupp | 16.333 | 15.800              | 32.133 | 11   | Gick inte vidare | Gick inte vidare    | Gick inte vidare | Gick inte vidare |

### Trampolin
Även i trampolin kvalificerade Kina ett fullt lag med två gymnaster i damernas och två i herrarnas tävling. De hade uppnått en placering bland de åtta bästa vid världsmästerskapen 2015 i Odense i Danmark.
| Idrottare | Gren   | Kval    | Kval | Final  | Final |
| Idrottare | Gren   | Poäng   | Pl.  | Poäng  | Pl.   |
| --------- | ------ | ------- | ---- | ------ | ----- |
| He Wenna  | Damer  | 103.095 | 4 Q  | 55.570 | 4     |
| Li Dan    | Damer  | 104.075 | 2 Q  | 55.885 | 3     |
| Dong Dong | Herrar | 110.050 | 3 Q  | 60.535 | 2     |
| Gao Lei   | Herrar | 112.535 | 1 Q  | 60.175 | 3     |

## Judo
Åtta judokas representerade Kina i sommarspelen 2016.
Damer
| Idrottare    | Gren   | Omgång 1                   | Omgång 2                    | Kvartsfinaler             | Semifinaler                 | Återkval              | Final / BM                | Final / BM       |
| Idrottare    | Gren   | Motståndare Resultat       | Motståndare Resultat        | Motståndare Resultat      | Motståndare Resultat        | Motståndare Resultat  | Motståndare Resultat      | Pl.              |
| ------------ | ------ | -------------------------- | --------------------------- | ------------------------- | --------------------------- | --------------------- | ------------------------- | ---------------- |
| Ma Yingnan   | −52kg  | bye                        | Ramos (POR) W 100–000       | Miranda (BRA) W 010–000   | Giuffrida (ITA) L 000–000 S | bye                   | Kuziutina (RUS) L 000–100 | 5                |
| Yang Junxia  | −63 kg | Urdabayeva (KAZ) W 100–000 | Tsedevsüren (MGL) W 100–001 | Trstenjak (SLO) L 000–101 | Gick inte vidare            | Gerbi (ISR) L 000–010 | Gick inte vidare          | 7                |
| Zhou Chao    | −70 kg | Tachimoto (JPN) L 000–100  | Gick inte vidare            | Gick inte vidare          | Gick inte vidare            | Gick inte vidare      | Gick inte vidare          | Gick inte vidare |
| Zhang Zhehui | −78 kg | bye                        | Harrison (USA) L 000–100    | Gick inte vidare          | Gick inte vidare            | Gick inte vidare      | Gick inte vidare          | Gick inte vidare |
| Yu Song      | +78 kg | bye                        | Asselah (ALG) W 100–000     | Sayit (TUR) W 111–000     | Andéol (FRA) L 000–100      | bye                   | Kim M-j (KOR) W 100–000   | 3                |

Herrar
| Idrottare       | Gren   | Omgång 1             | Omgång 2                 | Omgång 3                | Kvartsfinaler         | Semifinaler           | Återkval             | Final / BM                   | Final / BM       |
| Idrottare       | Gren   | Motståndare Resultat | Motståndare Resultat     | Motståndare Resultat    | Motståndare Resultat  | Motståndare Resultat  | Motståndare Resultat | Motståndare Resultat         | Pl.              |
| --------------- | ------ | -------------------- | ------------------------ | ----------------------- | --------------------- | --------------------- | -------------------- | ---------------------------- | ---------------- |
| Ma Duanbin      | −66 kg | bye                  | Houssein (DJI) W 011–000 | Ebinuma (JPN) L 000–011 | Gick inte vidare      | Gick inte vidare      | Gick inte vidare     | Gick inte vidare             | Gick inte vidare |
| Sai Yinjirigala | −73 kg | bye                  | Pombo (BRA) W 001–000    | Iartcev (RUS) L 000–100 | Gick inte vidare      | Gick inte vidare      | Gick inte vidare     | Gick inte vidare             | Gick inte vidare |
| Cheng Xunzhao   | −90 kg | bye                  | Iliadis (GRE) W 100–000  | Tóth (HUN) W 100–000    | Nyman (SWE) W 100–000 | Baker (JPN) L 000–100 | bye                  | Lkhagvasüren (MGL) W 001–000 | 3                |

## Kanotsport
Nio kanotister tävlade för Kina i sommarspelen 2016, tre i slalom och sex i sprint.

### Slalom
| Kanotist     | Gren          | Kval   | Kval | Kval   | Kval | Kval   | Kval | Semifinal        | Semifinal        | Final            | Final            |
| Kanotist     | Gren          | Åk 1   | Pl.  | Åk 2   | Pl.  | Bästa  | Pl.  | Tid              | Pl.              | Tid              | Pl.              |
| ------------ | ------------- | ------ | ---- | ------ | ---- | ------ | ---- | ---------------- | ---------------- | ---------------- | ---------------- |
| Li Lu        | Damernas K-1  | 119,63 | 16   | 107,29 | 11   | 107,29 | 13 Q | 111,24           | 13               | Gick inte vidare | Gick inte vidare |
| Shu Jianming | Herrarnas C-1 | 110,19 | 15   | 100,68 | 9    | 100,68 | 13 Q | 108,73           | 14               | Gick inte vidare | Gick inte vidare |
| Tan Ya       | Herrarnas K-1 | 100,62 | 17   | 101,34 | 18   | 100,62 | 19   | Gick inte vidare | Gick inte vidare | Gick inte vidare | Gick inte vidare |

### Sprint
| Kanotist                              | Gren                 | Heat     | Heat | Semifinal        | Semifinal        | Final            | Final            |
| Kanotist                              | Gren                 | Tid      | Pl.  | Tid              | Pl.              | Tid              | Pl.              |
| ------------------------------------- | -------------------- | -------- | ---- | ---------------- | ---------------- | ---------------- | ---------------- |
| Zhou Yu                               | Damernas K-1 200 m   | 42,187   | 4 Q  | 41,017           | 5 FB             | 41,928           | 11               |
| Zhou Yu                               | Damernas K-1 500 m   | 1:53,043 | 1 Q  | 1:55,311         | 3 FA             | 1:54,994         | 6                |
| Ma Qing Ren Wenjun                    | Damernas K-2 500 m   | 1:44,491 | 2 Q  | 1:44,780         | 5 FB             | 1:51,582         | 14               |
| Li Yue Liu Haiping Ma Qing Ren Wenjun | Damernas K-4 500 m   | 1:38,730 | 6 Q  | 1:37,055         | 4 FB             | 1:40,071         | 11               |
| Li Qiang                              | Herrarnas C-1 200 m  | 41,456   | 5 Q  | 40,066           | 3 FA             | 40,143           | 7                |
| Wang Riwei                            | Herrarnas C-1 1000 m | DNS      | DNS  | Gick inte vidare | Gick inte vidare | Gick inte vidare | Gick inte vidare |

Förklaring: FA = Kvalade till A-final; FB = Kvalade till B-final

## Konstsim
Kina kvalificerade ett fullt lag bestående av nio konstsimmare samt ett duettpar genom att bli bäst placerade asiatiska lag vid världsmästerskapen i simsport 2015.
| Idrottare                                                                                          | Gren  | Teknisk omgång | Teknisk omgång | Fri omgång (inledande) | Fri omgång (inledande)    | Fri omgång (inledande) | Fri omgång (final) | Fri omgång (final)        | Fri omgång (final) |
| Idrottare                                                                                          | Gren  | Poäng          | Pl.            | Poäng                  | Totalt (tekniskt + fritt) | Pl.                    | Poäng              | Totalt (tekniskt + fritt) | Pl.                |
| -------------------------------------------------------------------------------------------------- | ----- | -------------- | -------------- | ---------------------- | ------------------------- | ---------------------- | ------------------ | ------------------------- | ------------------ |
| Huang Xuechen Sun Wenyan                                                                           | Duett | 95,3688        | 2              | 96,0667                | 191,4355                  | 2 Q                    | 97,0000            | 192,3688                  | 2                  |
| Gu Xiao Guo Li Li Xiaolu Liang Xinping Sun Wenyan Tang Mengni Yin Chengxin Zeng Zhen Huang Xuechen | Lag   | 95,6174        | 2              | i.u.                   | i.u.                      | i.u.                   | 97,3667            | 192,9841                  | 2                  |

## Landhockey
Kinas damlandslag i landhockey kvalade in genom att sluta bland de tre bästa lagen i semifinalerna i FIH Hockey World League 2014/2015.
Laguppställning
Gruppspel
| Nr | Lag           | S | V | O | F | GM | IM | MS  | P  |
| -- | ------------- | - | - | - | - | -- | -- | --- | -- |
| 1  | Nederländerna | 5 | 4 | 1 | 0 | 13 | 1  | +12 | 13 |
| 2  | Nya Zeeland   | 5 | 3 | 1 | 1 | 11 | 5  | +6  | 10 |
| 3  | Tyskland      | 5 | 2 | 1 | 2 | 6  | 6  | 0   | 7  |
| 4  | Spanien       | 5 | 2 | 0 | 3 | 6  | 12 | −6  | 6  |
| 5  | Kina          | 5 | 1 | 2 | 2 | 3  | 5  | −2  | 5  |
| 6  | Sydkorea      | 5 | 0 | 1 | 4 | 3  | 13 | −10 | 1  |

## Modern femkamp
Fyra moderna femkampare tävlade för Kina. Chen Qian kom från början på en fjärdeplats i damernas tävling men hon diskvalificerades senare då hon testat positivt för hydroklortiazid.
| Idrottare     | Gren   | Fäktning (värja, en stöt) | Fäktning (värja, en stöt) | Fäktning (värja, en stöt) | Fäktning (värja, en stöt) | Simning (200 m frisim) | Simning (200 m frisim) | Simning (200 m frisim) | Ridning (banhoppning) | Ridning (banhoppning) | Ridning (banhoppning) | Kombinerat: skytte/löpning (10 m luftpistol)/(3200 m) | Kombinerat: skytte/löpning (10 m luftpistol)/(3200 m) | Kombinerat: skytte/löpning (10 m luftpistol)/(3200 m) | Totalpoäng | Placering |
| Idrottare     | Gren   | RR                        | BR                        | Pl.                       | Poäng                     | Tid                    | Pl.                    | Poäng                  | Straff                | Pl.                   | Poäng                 | Tid                                                   | Pl.                                                   | Poäng                                                 | Totalpoäng | Placering |
| ------------- | ------ | ------------------------- | ------------------------- | ------------------------- | ------------------------- | ---------------------- | ---------------------- | ---------------------- | --------------------- | --------------------- | --------------------- | ----------------------------------------------------- | ----------------------------------------------------- | ----------------------------------------------------- | ---------- | --------- |
| Chen Qian     | Damer  | 22–13                     | 0                         | 5                         | 232                       | 2:18,75                | 20                     | 284                    | 8                     | 13                    | 292                   | 12:45,07                                              | 9                                                     | 535                                                   | 1343       | DQ        |
| Zhang Xiaonan | Damer  | 22–13                     | 2                         | 6                         | 232                       | 2:22,67                | 33                     | 272                    | 21                    | 21                    | 279                   | 13:20,79                                              | 26                                                    | 500                                                   | 1285       | 17        |
| Cao Zhongrong | Herrar | 17–18                     | 2                         | 22                        | 204                       | 2:00,08                | 5                      | 340                    | 0                     | 4                     | 300                   | 11:51,14                                              | 28                                                    | 589                                                   | 1433       | 16        |
| Guo Jianli    | Herrar | 19–16                     | 0                         | 17                        | 214                       | 2:01,94                | 10                     | 335                    | 14                    | 15                    | 286                   | 11:45,98                                              | 27                                                    | 595                                                   | 1430       | 18        |

## Ridsport
Kina representerades av en ryttare i fälttävlan. Alex Hua Tian blev vid de olympiska ridtävlingarna 2008 den förste ryttaren att tävla för Kina. 2015 kvalificerade han två hästar till spelen i Rio, Harbour Pilot C och Don Geniro.
| Tävlande      | Häst       | Dressyr | Dressyr   | Terrängbana | Terrängbana | Terrängbana | Hoppning | Hoppning | Hoppning  | Hoppning | Hoppning | Hoppning  | Totalt | Totalt    |
| Tävlande      | Häst       | Dressyr | Dressyr   | Terrängbana | Terrängbana | Terrängbana | Kval     | Kval     | Kval      | Final    | Final    | Final     | Totalt | Totalt    |
| Tävlande      | Häst       | Straff  | Placering | Straff      | Total       | Placering   | Straff   | Total    | Placering | Straff   | Total    | Placering | Totalt | Placering |
| ------------- | ---------- | ------- | --------- | ----------- | ----------- | ----------- | -------- | -------- | --------- | -------- | -------- | --------- | ------ | --------- |
| Alex Hua Tian | Don Geniro | 42,40   | 12        | 13,20       | 55,60       | 11          | 4,00     | 59,60    | 8         | 4,00     | 63,60    | 8         | 63,60  | 8         |

## Rodd
17 roddare tävlade för Kina i sju grenar. De kinesiska roddarna hade tagit kvotplatser i herrarnas lättviktsfyra och damernas singelsculler, dubbelsculler och lättvikts-dubbelsculler vid världsmästerskapen 2015 i Aiguebelette. Vid de asiatiska mästerskapen 2016 tog de en plats i herrarnas lättvikts-dubbelsculler och vid den olympiska kvaltävlingen i Luzern tog de platser även i damernas tvåa utan styrman och scullerfyra.
Damer
| Roddare                                      | Gren                    | Heat    | Heat   | Återkval | Återkval | Kvartsfinal | Kvartsfinal | Semifinal | Semifinal | Final   | Final |
| Roddare                                      | Gren                    | Tid     | Pl.    | Tid      | Pl.      | Tid         | Pl.         | Tid       | Pl.       | Tid     | Pl.   |
| -------------------------------------------- | ----------------------- | ------- | ------ | -------- | -------- | ----------- | ----------- | --------- | --------- | ------- | ----- |
| Duan Jingli                                  | Singelsculler           | 8:18.57 | 1 QF   | Bye      | Bye      | 7:27.88     | 2 SA/B      | 7:43.97   | 1 FA      | 7:24.13 | 3     |
| Miao Tian Zhang Min                          | Tvåa                    | 7:15.66 | 3 SA/B | Bye      | Bye      | i.u.        | i.u.        | 7:30.90   | 4 FB      | 7:17.12 | 7     |
| Lü Yang Zhu Weiwei                           | Dubbelsculler           | 7:25.19 | 2 SA/B | Bye      | Bye      | i.u.        | i.u.        | 7:05.31   | 6 FB      | 7:45.68 | 11    |
| Huang Wenyi Pan Feihong                      | Lättvikts-dubbelsculler | 7:00.13 | 1 SA/B | Bye      | Bye      | i.u.        | i.u.        | 7:20.94   | 3 FA      | 7:06.49 | 3     |
| Jiang Yan Wang Yuwei Zhang Ling Zhang Xinyue | Scullerfyra             | 6:40.21 | 4 R    | 6:28.49  | 3 FA     | i.u.        | i.u.        | i.u.      | i.u.      | 6:59.45 | 6     |

Herrar
| Roddare                                       | Gren                    | Heat    | Heat   | Återkval | Återkval | Semifinal | Semifinal | Final   | Final |
| Roddare                                       | Gren                    | Tid     | Pl.    | Tid      | Pl.      | Tid       | Pl.       | Tid     | Pl.   |
| --------------------------------------------- | ----------------------- | ------- | ------ | -------- | -------- | --------- | --------- | ------- | ----- |
| Sun Man Wang Chunxin                          | Lättvikts-dubbelsculler | 6:30.83 | 4 R    | 7:03.88  | 2 SA/B   | 7:01.49   | 6 FB      | 6:40.74 | 11    |
| Jin Wei Wang Tiexin Yu Chenggang Zhao Jingbin | Lättvikts-fyra          | 6:03.43 | 2 SA/B | Bye      | Bye      | 6:27.27   | 5 FB      | 6:32.78 | 8     |

Förkortningar: FA= A-final; FB= B-final; SA/B=Semifinal A/B; SC/D=Semifinal C/D; QF=Kvartsfinal; R=Återkval

## Segling
Kinesiska seglare kvalificerade sig i sex klasser i segling.
Damer
| Seglare                 | Gren         | Race | Race | Race | Race | Race | Race | Race | Race | Race | Race | Race | Race | Race | Nettopoäng | Placering |
| Seglare                 | Gren         | 1    | 2    | 3    | 4    | 5    | 6    | 7    | 8    | 9    | 10   | 11   | 12   | M    | Nettopoäng | Placering |
| ----------------------- | ------------ | ---- | ---- | ---- | ---- | ---- | ---- | ---- | ---- | ---- | ---- | ---- | ---- | ---- | ---------- | --------- |
| Chen Peina              | RS:X         | 9    | 11   | 11   | 15   | 7    | 1    | 4    | 10   | 4    | 1    | 1    | 1    | 6    | 60         | 2         |
| Xu Lijia                | Laser radial | 3    | DSQ  | 3    | 1    | 8    | 12   | DSQ  | DSQ  | 19   | 13   | i.u. | i.u. | EL   | 135        | 18        |
| Huang Lizhu Wang Xiaoli | 470          | 12   | 10   | 14   | 13   | 16   | 16   | 17   | 13   | 4    | 16   | i.u. | i.u. | EL   | 113        | 16        |

Herrar
| Idrottare           | Gren      | Race | Race | Race | Race | Race | Race | Race | Race | Race | Race | Race | Race | Race | Nettopoäng | Placering |
| Idrottare           | Gren      | 1    | 2    | 3    | 4    | 5    | 6    | 7    | 8    | 9    | 10   | 11   | 12   | M    | Nettopoäng | Placering |
| ------------------- | --------- | ---- | ---- | ---- | ---- | ---- | ---- | ---- | ---- | ---- | ---- | ---- | ---- | ---- | ---------- | --------- |
| Wang Aichen         | RS:X      | 16   | 18   | 8    | 18   | 19   | 16   | 6    | 4    | 15   | 10   | 10   | 15   | EL   | 135        | 13        |
| Gong Lei            | Finnjolle | 22   | DNF  | 20   | 16   | 21   | 20   | 19   | 22   | 21   | 17   | i.u. | i.u. | EL   | 178        | 22        |
| Wang Wei Xu Zangjun | 470       | 23   | 12   | 13   | 22   | 19   | 11   | 19   | 15   | 19   | 12   | i.u. | i.u. | EL   | 142        | 18        |

## Simning
Kina ställde upp med en trupp på 45 simmare, 19 män och 26 kvinnor.
Damer
| Idrottare                                            | Gren             | Heat     | Heat      | Semifinal        | Semifinal        | Final            | Final            |
| Idrottare                                            | Gren             | Resultat | Placering | Resultat         | Placering        | Resultat         | Placering        |
| ---------------------------------------------------- | ---------------- | -------- | --------- | ---------------- | ---------------- | ---------------- | ---------------- |
| Liu Xiang                                            | 50 m frisim      | 24.91    | =18       | Gick inte vidare | Gick inte vidare | Gick inte vidare | Gick inte vidare |
| Chen Xinyi                                           | 50 m frisim      | DNS      | DNS       | Gick inte vidare | Gick inte vidare | Gick inte vidare | Gick inte vidare |
| Zhu Menghui                                          | 100 m frisim     | 54.15    | 11 Q      | 53.98            | 9                | Gick inte vidare | Gick inte vidare |
| Shen Duo                                             | 100 m frisim     | 54.41    | 15 Q      | DNS              | DNS              | Gick inte vidare | Gick inte vidare |
| Shen Duo                                             | 200 m frisim     | 1:56.52  | 6 Q       | 1:56.03          | 4 Q              | 1:55.25          | 5                |
| Ai Yanhan                                            | 200 m frisim     | 1:56.77  | 8 Q       | 1:57.41          | 11               | Gick inte vidare | Gick inte vidare |
| Cao Yue                                              | 400 m frisim     | 4:19.57  | 28        | i.u.             | i.u.             | Gick inte vidare | Gick inte vidare |
| Zhang Yuhan                                          | 400 m frisim     | 4:06.30  | 9         | i.u.             | i.u.             | Gick inte vidare | Gick inte vidare |
| Zhang Yuhan                                          | 800 m frisim     | 8:35.32  | 18        | i.u.             | i.u.             | Gick inte vidare | Gick inte vidare |
| Hou Yawen                                            | 800 m frisim     | 8:30.59  | 11        | i.u.             | i.u.             | Gick inte vidare | Gick inte vidare |
| Fu Yuanhui                                           | 100 m ryggsim    | 1:00.02  | 9 Q       | 58.95            | 3 Q              | 58.76            | 3                |
| Wang Xueer                                           | 100 m ryggsim    | 1:00.59  | 14 Q      | 1:01.44          | 16               | Gick inte vidare | Gick inte vidare |
| Liu Yaxin                                            | 200 m ryggsim    | 2:08.84  | 6 Q       | 2:07.56          | 4 Q              | 2:09.03          | 7                |
| Chen Jie                                             | 200 m ryggsim    | 2:14.18  | 27        | Gick inte vidare | Gick inte vidare | Gick inte vidare | Gick inte vidare |
| Zhang Xinyu                                          | 100 m bröstsim   | 1:07.59  | 22        | Gick inte vidare | Gick inte vidare | Gick inte vidare | Gick inte vidare |
| Shi Jinglin                                          | 100 m bröstsim   | 1:06.55  | 5 Q       | 1:06.31          | 3 Q              | 1:06.37          | 4                |
| Shi Jinglin                                          | 200 m bröstsim   | 2:24.33  | 9 Q       | 2:22.37          | 4 Q              | 2:22.28          | 3                |
| Yu Jingyao                                           | 200 m bröstsim   | 2:28.65  | 24        | Gick inte vidare | Gick inte vidare | Gick inte vidare | Gick inte vidare |
| Lu Ying                                              | 100 m fjärilsim  | 57.08    | 5 Q       | 57.15            | 6 Q              | 56.76            | 4                |
| Chen Xinyi                                           | 100 m fjärilsim  | 57.17    | 7 Q       | 57.51            | 8 Q              | 56.72            | DSQ              |
| Zhou Yilin                                           | 200 m fjärilsim  | 2:08.21  | 12 Q      | 2:06.52          | 3 Q              | 2:07.37          | 5                |
| Zhang Yufei                                          | 200 m fjärilsim  | 2:07.55  | 8 Q       | 2:06.95          | 5 Q              | 2:07.40          | 6                |
| Ye Shiwen                                            | 200 m medley     | 2:10.56  | 7 Q       | 2:09.33          | 4 Q              | 2:13.56          | 8                |
| Zhou Min                                             | 200 m medley     | 2:14.81  | 23        | Gick inte vidare | Gick inte vidare | Gick inte vidare | Gick inte vidare |
| Ye Shiwen                                            | 400 m medley     | 4:45.86  | 27        | i.u.             | i.u.             | Gick inte vidare | Gick inte vidare |
| Zhou Min                                             | 400 m medley     | 4:50.38  | 32        | i.u.             | i.u.             | Gick inte vidare | Gick inte vidare |
| Shen Duo Sun Meichen Tang Yi Tang Yuting Zhu Menghui | 4 × 100 m frisim | 3:37.25  | 9         | i.u.             | i.u.             | Gick inte vidare | Gick inte vidare |
| Ai Yanhan Dong Jie Shen Duo Wang Shijia Zhang Yuhan  | 4 × 200 m frisim | 7:49.58  | 3 Q       | i.u.             | i.u.             | 7:47.96          | 4                |
| Lu Ying Fu Yuanhui Shen Duo Shi Jinglin              | 4 × 100 m medley | 3:58.23  | 6 Q       | i.u.             | i.u.             | 3:55.18          | 4                |

Herrar
| Idrottare                                   | Gren             | Heat     | Heat      | Semifinal        | Semifinal        | Final            | Final            |
| Idrottare                                   | Gren             | Resultat | Placering | Resultat         | Placering        | Resultat         | Placering        |
| ------------------------------------------- | ---------------- | -------- | --------- | ---------------- | ---------------- | ---------------- | ---------------- |
| Yu Hexin                                    | 50 m frisim      | 22.20    | 20        | Gick inte vidare | Gick inte vidare | Gick inte vidare | Gick inte vidare |
| Ning Zetao                                  | 50 m frisim      | 22.38    | 30        | Gick inte vidare | Gick inte vidare | Gick inte vidare | Gick inte vidare |
| Ning Zetao                                  | 100 m frisim     | 48.57    | =14 Q     | 48.37            | 12               | Gick inte vidare | Gick inte vidare |
| Yu Hexin                                    | 100 m frisim     | 48.87    | 25        | Gick inte vidare | Gick inte vidare | Gick inte vidare | Gick inte vidare |
| Shang Keyuan                                | 200 m frisim     | 1:48.46  | 32        | Gick inte vidare | Gick inte vidare | Gick inte vidare | Gick inte vidare |
| Sun Yang                                    | 200 m frisim     | 1:45.75  | 1 Q       | 1:44.63          | 1 Q              | 1:44.65          | 1                |
| Sun Yang                                    | 400 m frisim     | 3:44.23  | 4 Q       | i.u.             | i.u.             | 3:41.68          | 2                |
| Qiu Ziao                                    | 400 m frisim     | 3:49.45  | 26        | i.u.             | i.u.             | Gick inte vidare | Gick inte vidare |
| Qiu Ziao                                    | 1500 m frisim    | 15:06.71 | 20        | i.u.             | i.u.             | Gick inte vidare | Gick inte vidare |
| Sun Yang                                    | 1500 m frisim    | 15:01.97 | 16        | i.u.             | i.u.             | Gick inte vidare | Gick inte vidare |
| Li Guangyuan                                | 100 m ryggsim    | 54.36    | 21        | Gick inte vidare | Gick inte vidare | Gick inte vidare | Gick inte vidare |
| Xu Jiayu                                    | 100 m ryggsim    | 53.01    | 2 Q       | 52.73            | 5 Q              | 52.31            | 2                |
| Xu Jiayu                                    | 200 m ryggsim    | 1:55.51  | 2 Q       | 1:55.66          | 5 Q              | 1:55.16          | 4                |
| Li Guangyuan                                | 200 m ryggsim    | 1:56.85  | 11 Q      | 1:55.92          | 6 Q              | 1:55.89          | 6                |
| Yan Zibei                                   | 100 m bröstsim   | 1:00.88  | =27       | Gick inte vidare | Gick inte vidare | Gick inte vidare | Gick inte vidare |
| Li Xiang                                    | 100 m bröstsim   | 59.55    | 11 Q      | 1:00.25          | 13               | Gick inte vidare | Gick inte vidare |
| Li Xiang                                    | 200 m bröstsim   | 2:10.17  | 13 Q      | 2:10.92          | 12               | Gick inte vidare | Gick inte vidare |
| Mao Feilian                                 | 200 m bröstsim   | 2:09.80  | 9 Q       | 2:09.64          | 9                | Gick inte vidare | Gick inte vidare |
| Zhang Qibin                                 | 100 m fjärilsim  | 52.84    | 27        | Gick inte vidare | Gick inte vidare | Gick inte vidare | Gick inte vidare |
| Li Zhuhao                                   | 100 m fjärilsim  | 51.78    | =8 Q      | 51.51            | 3 Q              | 51.26            | 5                |
| Li Zhuhao                                   | 200 m fjärilsim  | 1:56.72  | 16 Q      | 1:57.62          | 16               | Gick inte vidare | Gick inte vidare |
| Wu Yuhang                                   | 200 m fjärilsim  | 1:59.04  | 27        | Gick inte vidare | Gick inte vidare | Gick inte vidare | Gick inte vidare |
| Hu Yixuan                                   | 200 m medley     | 2:00.70  | 22        | Gick inte vidare | Gick inte vidare | Gick inte vidare | Gick inte vidare |
| Wang Shun                                   | 200 m medley     | 1:58.98  | 8 Q       | 1:58.12          | 6 Q              | 1:57.05          | 3                |
| Wang Shun                                   | 400 m medley     | 4:14.46  | 10        | i.u.             | i.u.             | Gick inte vidare | Gick inte vidare |
| He Jianbin Lin Yongqing Ning Zetao Yu Hexin | 4 × 100 m frisim | DSQ      | DSQ       | i.u.             | i.u.             | Gick inte vidare | Gick inte vidare |
| Li Xiang Li Zhuhao Ning Zetao Xu Jiayu      | 4 × 100 m medley | 3:32.57  | =4 Q      | i.u.             | i.u.             | DSQ              | DSQ              |

Öppet vatten
| Idrottare | Gren            | Resultat  | Placering |
| --------- | --------------- | --------- | --------- |
| Xin Xin   | Damernas 10 km  | 1:57:14.4 | 4         |
| Zu Lijun  | Herrarnas 10 km | 1:53:02.0 | 4         |

## Simhopp
Kina skickade ett lag bestående av 13 simhoppare. De tog hem guldmedaljerna i sju av de åtta grenarna och bronsmedaljen i den åttonde.

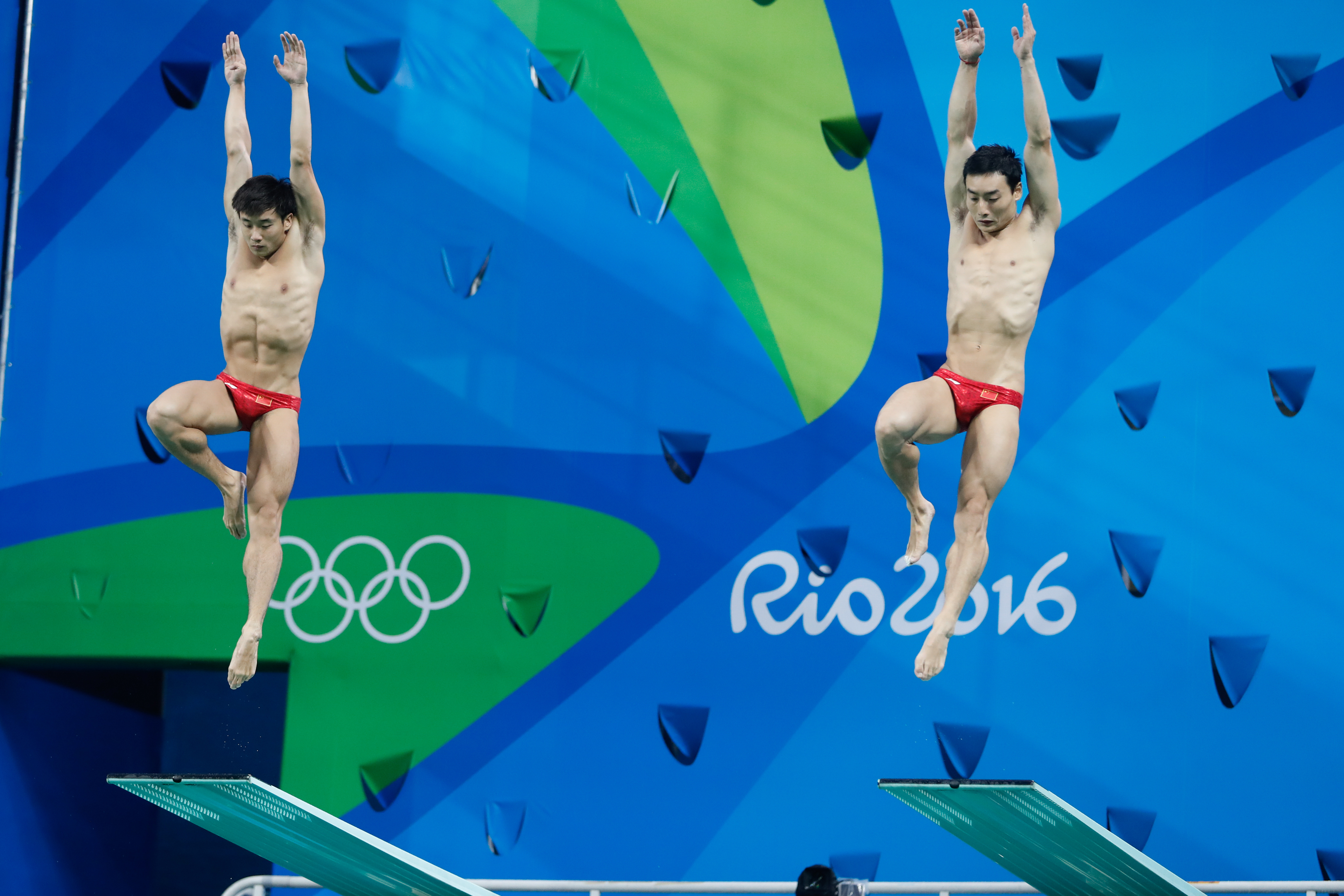
Cao Yuan och Qin Kai under tävlingen i parhoppning på 3-meterssvikten.

Damer
| Idrottare              | Gren                  | Kval   | Kval      | Semifinal | Semifinal | Final  | Final     |
| Idrottare              | Gren                  | Poäng  | Placering | Poäng     | Placering | Poäng  | Placering |
| ---------------------- | --------------------- | ------ | --------- | --------- | --------- | ------ | --------- |
| Shi Tingmao            | Svikthopp             | 357,55 | 3 Q       | 385,00    | 1 Q       | 406,05 | 1         |
| He Zi                  | Svikthopp             | 367,05 | 2 Q       | 364,05    | 2 Q       | 387,90 | 2         |
| Ren Qian               | Höga hopp             | 385,80 | 2 Q       | 362,40    | 3 Q       | 439,25 | 1         |
| Si Yajie               | Höga hopp             | 397,45 | 1 Q       | 389,30    | 1 Q       | 419,40 | 2         |
| Shi Tingmao Wu Minxia  | Parhoppning svikthopp | i.u.   | i.u.      | i.u.      | i.u.      | 345,60 | 1         |
| Chen Ruolin Liu Huixia | Parhoppning höga hopp | i.u.   | i.u.      | i.u.      | i.u.      | 354,00 | 1         |

Herrar
| Idrottare          | Gren                  | Kval   | Kval      | Semifinal        | Semifinal        | Final            | Final            |
| Idrottare          | Gren                  | Poäng  | Placering | Poäng            | Placering        | Poäng            | Placering        |
| ------------------ | --------------------- | ------ | --------- | ---------------- | ---------------- | ---------------- | ---------------- |
| Cao Yuan           | Svikthopp             | 498,70 | 1 Q       | 489,10           | 1 Q              | 547,60           | 1                |
| He Chao            | Svikthopp             | 380,35 | 21        | Gick inte vidare | Gick inte vidare | Gick inte vidare | Gick inte vidare |
| Chen Aisen         | Höga hopp             | 545,35 | 3 Q       | 559,90           | 1 Q              | 585,30           | 1                |
| Qiu Bo             | Höga hopp             | 564,75 | 2 Q       | 504,70           | 2 Q              | 488,20           | 6                |
| Cao Yuan Qin Kai   | Parhoppning svikthopp | i.u.   | i.u.      | i.u.             | i.u.             | 443,70           | 3                |
| Chen Aisen Lin Yue | Parhoppning höga hopp | i.u.   | i.u.      | i.u.             | i.u.             | 496,98           | 1                |

## Skytte

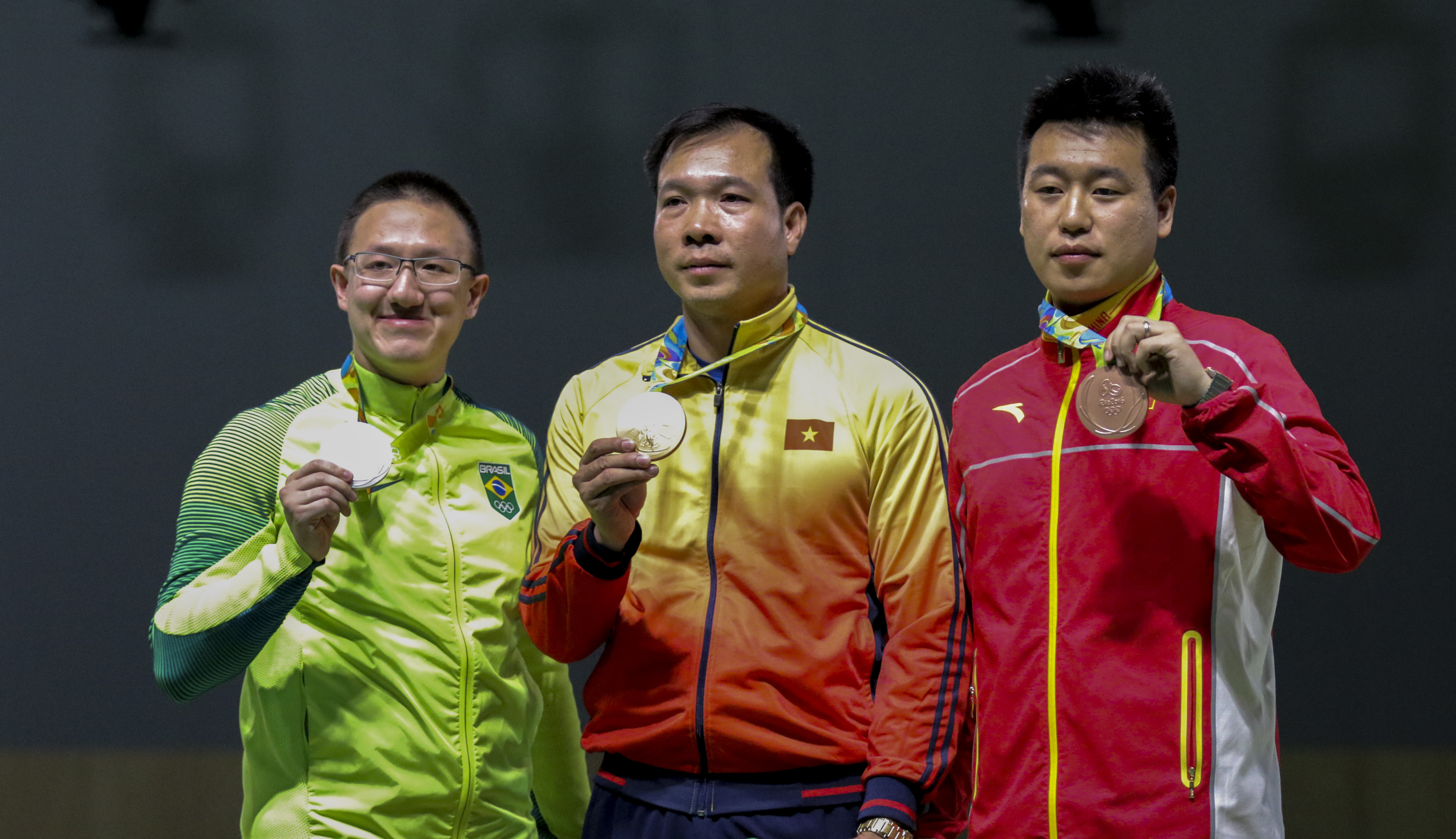
Pang Wei (till höger) vid medaljutdelningen för herrarnas 10 meter luftpistol.

Damer
| Idrottare      | Gren                    | Kval  | Kval | Semifinal        | Semifinal        | Final            | Final            |
| Idrottare      | Gren                    | Poäng | Pl.  | Poäng            | Pl.              | Poäng            | Pl.              |
| -------------- | ----------------------- | ----- | ---- | ---------------- | ---------------- | ---------------- | ---------------- |
| Zhang Binbin   | 50 m gevär 3 positioner | 582   | 7    | i.u.             | i.u.             | 458.4            | 2                |
| Du Li          | 50 m gevär 3 positioner | 586   | 4    | i.u.             | i.u.             | 447.4            | 3                |
| Du Li          | 10 m luftgevär          | 420.7 | 1    | i.u.             | i.u.             | 207.0            | 2                |
| Yi Siling      | 10 m luftgevär          | 415.9 | 8    | i.u.             | i.u.             | 185.4            | 3                |
| Zhang Mengxue  | 10 m luftpistol         | 384   | 7    | i.u.             | i.u.             | 199.4            | 1                |
| Guo Wenjun     | 10 m luftpistol         | 387   | 30   | i.u.             | i.u.             | Gick inte vidare | Gick inte vidare |
| Zhang Jingjing | 25 m pistol             | 592   | 1    | 17               | 3                | 4                | 4                |
| Chen Ying      | 25 m pistol             | 570   | 30   | Gick inte vidare | Gick inte vidare | Gick inte vidare | Gick inte vidare |
| Chen Fang      | Trap                    | 64    | 15   | Gick inte vidare | Gick inte vidare | Gick inte vidare | Gick inte vidare |
| Wei Meng       | Skeet                   | 73    | 1    | 14               | 3                | 15 (+6)          | 4                |
| Wei Ning       | Skeet                   | 68    | 9    | Gick inte vidare | Gick inte vidare | Gick inte vidare | Gick inte vidare |

Herrar
| Idrottare     | Gren                    | Kval  | Kval | Semifinal        | Semifinal        | Final            | Final            |
| Idrottare     | Gren                    | Poäng | Pl.  | Poäng            | Pl.              | Poäng            | Pl.              |
| ------------- | ----------------------- | ----- | ---- | ---------------- | ---------------- | ---------------- | ---------------- |
| Zhu Qinan     | 50 m gevär 3 positioner | 1176  | 4    | i.u.             | i.u.             | 414.8            | 6                |
| Hui Zicheng   | 50 m gevär 3 positioner | 1171  | 15   | i.u.             | i.u.             | Gick inte vidare | Gick inte vidare |
| Cao Yifei     | 50 m gevär liggande     | 620.8 | 30   | i.u.             | i.u.             | Gick inte vidare | Gick inte vidare |
| Zhao Shengbo  | 50 m gevär liggande     | 618.7 | 38   | i.u.             | i.u.             | Gick inte vidare | Gick inte vidare |
| Cao Yifei     | 10 m luftgevär          | 625.5 | 9    | i.u.             | i.u.             | Gick inte vidare | Gick inte vidare |
| Yang Haoran   | 10 m luftgevär          | 620.5 | 31   | i.u.             | i.u.             | Gick inte vidare | Gick inte vidare |
| Pang Wei      | 10 m luftpistol         | 590   | 1    | i.u.             | i.u.             | 180.4            | 3                |
| Pu Qifeng     | 10 m luftpistol         | 577   | 16   | i.u.             | i.u.             | Gick inte vidare | Gick inte vidare |
| Li Yuehong    | 25 m snabbpistol        | 584   | 5    | i.u.             | i.u.             | 27               | 3                |
| Zhang Fusheng | 25 m snabbpistol        | 590   | 2    | i.u.             | i.u.             | 21               | 4                |
| Wang Zhiwei   | 50 m pistol             | 556   | 8    | i.u.             | i.u.             | 129.4            | 5                |
| Pang Wei      | 50 m pistol             | 565   | 2    | i.u.             | i.u.             | 67.2             | 8                |
| Hu Binyuan    | Dubbeltrap              | 135   | 8    | Gick inte vidare | Gick inte vidare | Gick inte vidare | Gick inte vidare |
| Pan Qiang     | Dubbeltrap              | 133   | 12   | Gick inte vidare | Gick inte vidare | Gick inte vidare | Gick inte vidare |

## Taekwondo
Fyra kinesiska taekwondoutövare deltog i spelen. Wu Jingyu och Zheng Shuyin kvalificerade sig automatiskt genom att vara rankade etta i världen i sina viktklasser i december 2015. Qiao Sen och Zhao Shuai tog sina platser vid den asiatiska kvaltävlingen i Manila.
| Idrottare    | Gren             | Åttondelsfinaler       | Kvartsfinaler           | Semifinaler             | Återkval              | Final                | Final |
| Idrottare    | Gren             | Motståndare Resultat   | Motståndare Resultat    | Motståndare Resultat    | Motståndare Resultat  | Motståndare Resultat | Pl.   |
| ------------ | ---------------- | ---------------------- | ----------------------- | ----------------------- | --------------------- | -------------------- | ----- |
| Wu Jingyu    | Damernas −49 kg  | Huang H-h (TPE) W 10–1 | Bogdanović (SRB) L 7–17 | Gick inte vidare        | Abakarova (AZE) L 3–4 | Gick inte vidare     | 7     |
| Zheng Shuyin | Damernas +67 kg  | Rawal (NEP) W 2–0      | Épangue (FRA) W 4–1     | Walkden (GBR) W 4–1 SUD | Bye                   | Espinoza (MEX) W 5–1 | 1     |
| Zhao Shuai   | Herrarnas −58 kg | Tortosa (ESP) W 7–3    | Hajjami (MAR) W 8–1     | Navarro (MEX) W 9–4     | Bye                   | Hanprab (THA) W 6–4  | 1     |
| Qiao Sen     | Herrarnas +80 kg | Shokin (UZB) L 8–15    | Gick inte vidare        | Gick inte vidare        | Gick inte vidare      | Gick inte vidare     | 11    |

## Tennis
Kina kvalificerade fem tennisspelare till den olympiska turneringen, fyra damsingelspelare och två damdubbelpar.
| Spelare                | Gren      | Omgång 1                                   | Omgång 2                                    | Åttondelsfinaler                       | Kvartsfinaler     | Semifinaler       | Final / BM        | Final / BM       |
| Spelare                | Gren      | Motståndare Poäng                          | Motståndare Poäng                           | Motståndare Poäng                      | Motståndare Poäng | Motståndare Poäng | Motståndare Poäng | Pl.              |
| ---------------------- | --------- | ------------------------------------------ | ------------------------------------------- | -------------------------------------- | ----------------- | ----------------- | ----------------- | ---------------- |
| Peng Shuai             | Damsingel | Watson (GBR) L 4–6, 7–6(7–5), 3–6          | Gick inte vidare                            | Gick inte vidare                       | Gick inte vidare  | Gick inte vidare  | Gick inte vidare  | Gick inte vidare |
| Wang Qiang             | Damsingel | Kuznetsova (RUS) L 1–6, 6–4, 0–6           | Gick inte vidare                            | Gick inte vidare                       | Gick inte vidare  | Gick inte vidare  | Gick inte vidare  | Gick inte vidare |
| Zhang Shuai            | Damsingel | Bacsinszky (SUI) W 6–7(4–7), 6–4, 7–6(9–7) | Siegemund (GER) L 2–6, 4–6                  | Gick inte vidare                       | Gick inte vidare  | Gick inte vidare  | Gick inte vidare  | Gick inte vidare |
| Zheng Saisai           | Damsingel | Radwańska (POL) W 6–4, 7–5                 | Kasatkina (RUS) L 1–6, 4–6                  | Gick inte vidare                       | Gick inte vidare  | Gick inte vidare  | Gick inte vidare  | Gick inte vidare |
| Peng Shuai Zhang Shuai | Damdubbel | i.u.                                       | Mirza / Thombare (IND) W 7–6(8–6), 5–7, 7–5 | Hlaváčková / Hradecká (CZE) L 4–6, 4–6 | Gick inte vidare  | Gick inte vidare  | Gick inte vidare  | Gick inte vidare |
| Xu Yifan Zheng Saisai  | Damdubbel | i.u.                                       | L Kitjenok / N Kitjenok (UKR) W 6–0, 6–3    | Errani / Vinci (ITA) L 2–6, 3–6        | Gick inte vidare  | Gick inte vidare  | Gick inte vidare  | Gick inte vidare |

## Triathlon
Kina kvalade in två triathleter till sommarspelen 2016, Bai Faquan som också tävlat i London 2012 samt Wang Lianyuan.
| Triathlet     | Gren                | Simning | T1   | Cykling | T2   | Löpning | Total tid | Placering |
| ------------- | ------------------- | ------- | ---- | ------- | ---- | ------- | --------- | --------- |
| Wang Lianyuan | Damernas triathlon  | 20:06   | 0:57 | 1:05:55 | 0:42 | 43:32   | 2:11:12   | 48        |
| Bai Faquan    | Herrarnas triathlon | 17:31   | 0:49 | 59:49   | 0:37 | 39:22   | 1:58:08   | 50        |

## Tyngdlyftning

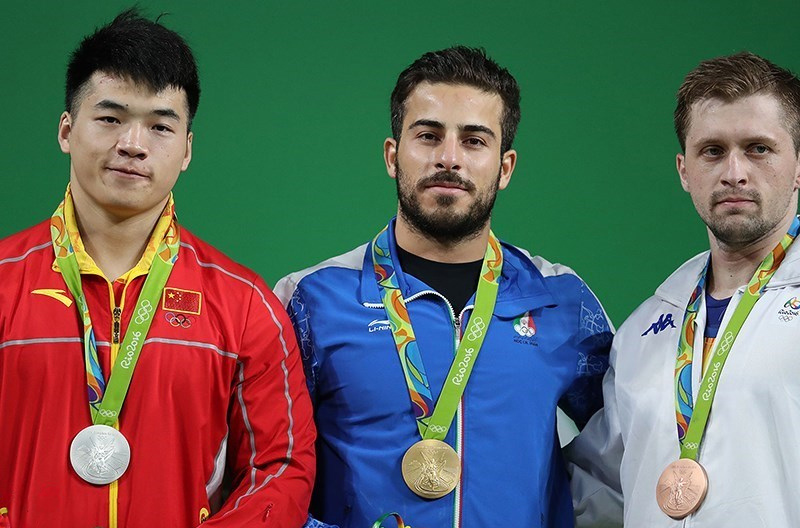
Medaljörerna i 85-kilosklassen (Kinas Tian Tao till vänster).

Kina kvalificerade sig för att skicka det maximala antalet tyngdlyftare, sex män och fyra kvinnor, genom lagresultaten vid världsmästerskapen 2014 och 2015.
De tio deltagarna tog fem guldmedaljer och två silvermedaljer. De satte även tre nya världsrekord och fyra olympiska rekord.
| Tävlande      | Viktklass        | Ryck    | Stöt    | Total   | Placering |
| ------------- | ---------------- | ------- | ------- | ------- | --------- |
| Li Yajun      | Damernas 53 kg   | 1010OR0 | 126     | 101     | DNF       |
| Deng Wei      | Damernas 63 kg   | 115     | 1470OR0 | 2620VR0 | 1         |
| Xiang Yanmei  | Damernas 69 kg   | 116     | 145     | 261     | 1         |
| Meng Suping   | Damernas +75 kg  | 130     | 177     | 307     | 1         |
| Long Qingquan | Herrarnas 56 kg  | 137     | 1700OR0 | 3070VR0 | 1         |
| Chen Lijun    | Herrarnas 62 kg  | 143     | —       | —       | DNF       |
| Shi Zhiyong   | Herrarnas 69 kg  | 162     | 190     | 352     | 1         |
| Lü Xiaojun    | Herrarnas 77 kg  | 1770VR0 | 202     | 379     | 2         |
| Tian Tao      | Herrarnas 85 kg  | 178     | 2170OR0 | 395     | 2         |
| Yang Zhe      | Herrarnas 105 kg | 190     | 225     | 415     | 4         |